# Cathédrale d'Uppsala
La cathédrale d'Uppsala ou cathédrale d'Upsal,(Uppsala domkyrka en suédois) est (avec la cathédrale de Nidaros à Trondheim) la plus grande cathédrale de Scandinavie. C'est aussi le principal édifice religieux de l'Église de Suède.
La cathédrale mesure 119 m de long et ses deux flèches sont, elles aussi, hautes de 119 m.
Elle accueille les dépouilles de plusieurs personnages importants de l'histoire de Suède comme les souverains Éric le Saint et Gustave Ier Vasa, mais aussi le premier archevêque luthérien de Suède Laurentius Petri, ou encore le naturaliste Carl von Linné.

## Histoire

### Du temple païen à la cathédrale chrétienne

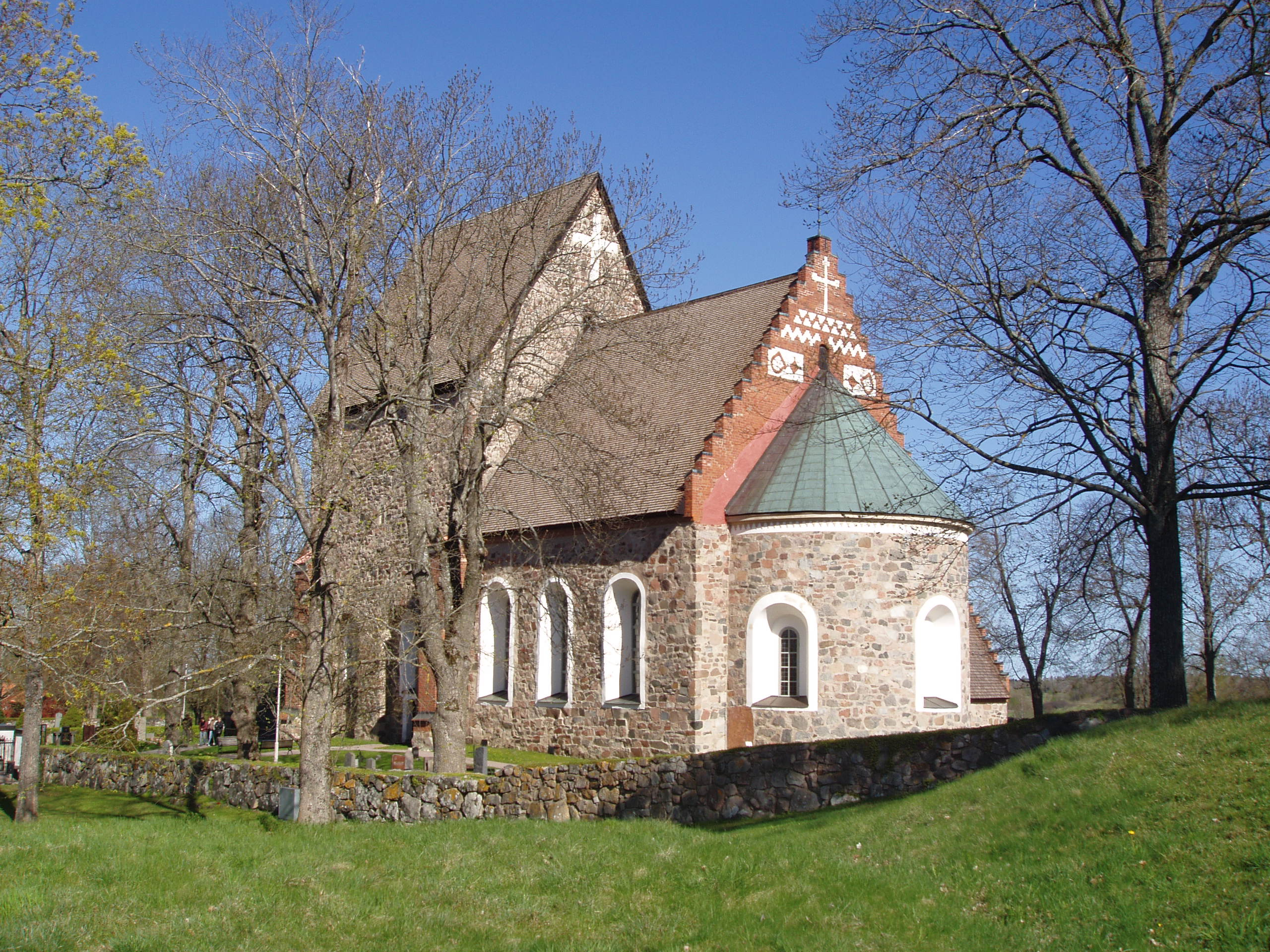
L'église de Gamla Uppsala, sur le site de l'ancienne cathédrale.

Gamla Uppsala (le vieil Uppsala), qui s'appelait alors simplement Uppsala, était l'un des sites païens les plus importants de Scandinavie durant l'âge de Vendel et l'âge des Vikings, et un des principaux centres de resistance à la christianisation de la Suède. Cependant, lorsqu'Uppsala devint chrétienne, l'évêché de Sigtuna, sous le contrôle de l'archidiocèse de Hambourg-Brême, y est transféré entre 1134 et 1140. Peu de temps après, en 1164, à l'initiative du pape, Uppsala devient le siège d'un archidiocèse, la Suède devenant une province ecclésiastique à part entière. La raison de ce choix comme siège de l'archidiocèse est probablement qu'Uppsala était déjà établie comme un centre religieux et politique important, et aussi comme symbole de la victoire de la chrétienté sur le paganisme.
Cependant, la cathédrale à Gamla Uppsala est partiellement détruite par un ou plusieurs incendies durant la première moitié du XIIIe siècle. En parallèle, probablement en raison des changements des conditions de communication sur la rivière Fyrisån, le site de Gamla Uppsala est perçu comme de moins en moins avantageux. En 1258, le pape autorise le déplacement de l'archevêché à condition qu'il conserve le nom d'Uppsala. En 1270, le nouveau site fut décidé: Östra Aros, un petit village en aval de Gamla Uppsala, à l'embouchure de la Fyrisån dans le lac Mälar, une voie de communication de prime importance dans la région. L'ordre officiel du déplacement est donné en 1271 par l'évêque de Västerås, chargé de superviser le processus, et en 1273, les reliques d'Éric le Saint sont acheminées de Gammla Uppsala à Östra Aros. Östra Aros prend alors le nom d'Uppsala, et l'ancien Uppsala prend le nom de Gamla Uppsala.

### Construction

Plan de la cathédrale avec les années approximatives des différentes phases de construction.

Le site choisi était le site d'une ancienne église romane, probablement l'église de la Sainte Trinité où Éric le Saint aurait donné sa dernière messe avant sa mort. Une nouvelle église de la Sainte Trinité, qui existe toujours, fut construite plus tard, directement à proximité de la cathédrale. Géographiquement, la nouvelle cathédrale est construite sur une branche de l'esker Uppsalaåsen, formant ici une petite terrasse surélevée non loin de la rivière. La date exacte du début de construction est incertaine, mais est probablement postérieure à 1271, et les travaux n'étaient probablement pas très avancés lorsque les reliques y sont apportées. Il est possible que le chœur de l'ancienne église de la Sainte Trinité a été utilisé temporairement alors que la plus vaste cathédrale était construite autour. Les plus anciennes sections de la cathédrale sont la salle capitulaire (où se situe de nos jours la tombe de Catherine Jagellon) et les deux chapelles au nord-est (chapelles de Sture et Finsta). L'architecte initial est inconnu, mais est probablement d'origine française et a vraisemblablement quitté le chantier du fait de l'interruption des travaux en 1281-1285 alors que l'archidiocèse était sans archevêque. Le style est un gothique primitif distinct du reste de la cathédrale. Les briques sont produites juste à l'extérieur de la ville, tandis que les pierres sont importées de l'île de Gotland,.
La construction reprend à partir de 1287 avec le recrutement d'Étienne de Bonneuil, maçon français originaire de la Creuse, comme architecte. Dans les années 1290, un chœur en bois est construit, probablement pour remplacer l'ancienne église de la Sainte Trinité qui est maintenant complètement détruite pour laisser place aux travaux. Le chœur définitif de la cathédrale est achevé autour des années 1310, mais le chœur en bois est probablement utilisé pendant quelques décennies après. Dans une lettre de 1331, le roi Magnus IV de Suède explique que l'église pourrait être achevée rapidement si plus de moyens étaient accordés. Tout porte à croire que la nef n'était pas considérée comme une priorité, mais que le chœur et le transept étaient effectivement essentiellement terminés.

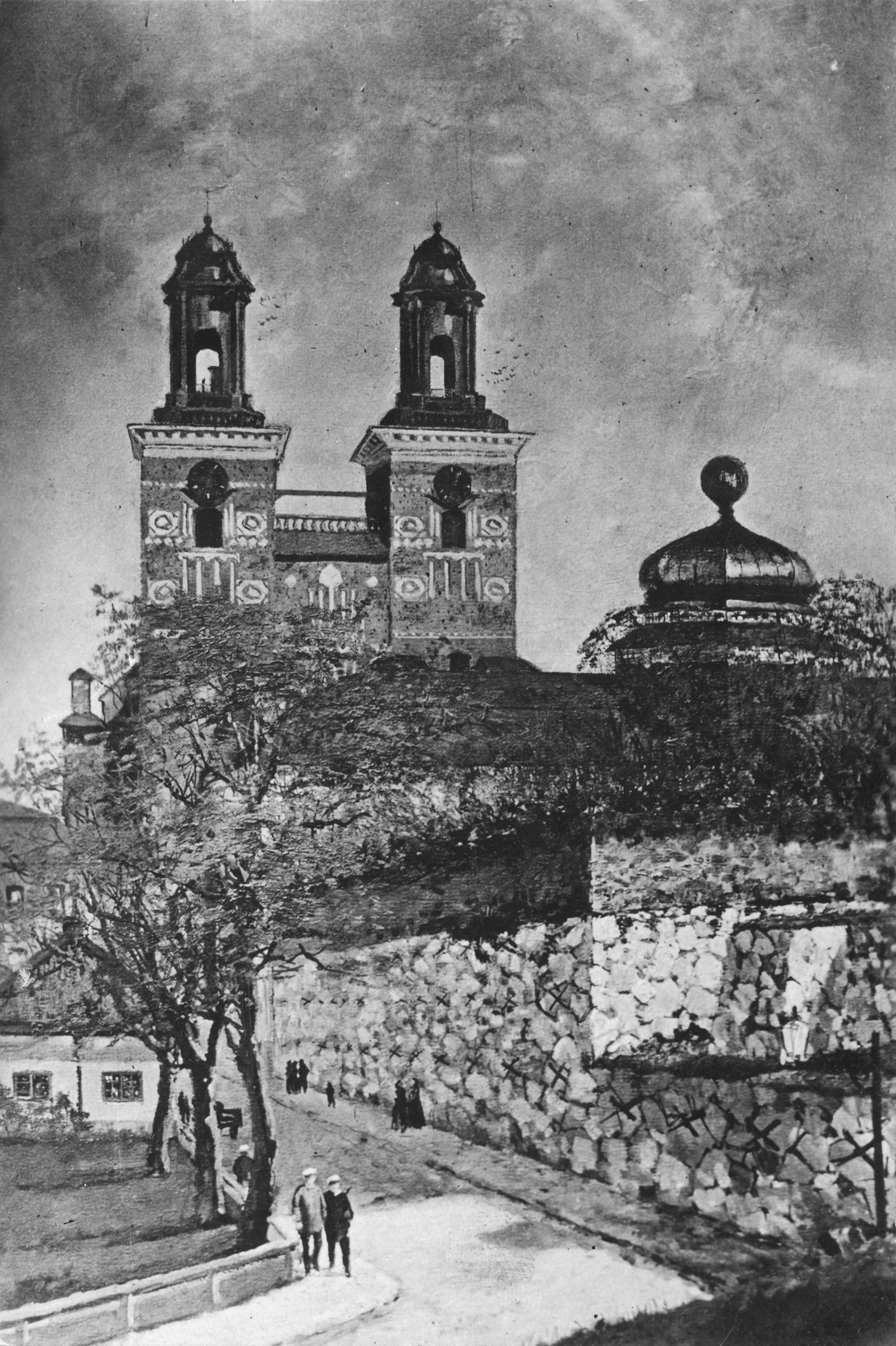
La cathédrale avant la rénovation des années 1880. On voit bien les baies aveugles sous forme de motifs blancs sur les tours, caractéristiques de gothique baltique.

Néanmoins, la nef est commencée à partir de 1360, après une longue interruption due non seulement au manque d'argent mais aussi à la peste noire,. C'est probablement aussi à cette époque que le chœur en bois est finalement retiré. La personne chargée de la construction est un certain Nils ou Nicolaus de Västerås. Il reste très fidèle aux plans initiaux, les principales différences étant une utilisation plus fréquente de la brique au lieu de la pierre, et les chapiteaux sont sensiblement plus simples que dans le reste de la cathédrale. La décoration intérieure est aussi différente, la peinture sobre et décorative des premiers temps laissant place au XVe siècle à des grandes fresques. Les travaux sont retardés par un effondrement du sud-ouest de l'édifice en construction en 1402, qui nécessita un renforcement général de la structure de la nef. La façade occidentale date probablement de 1431, et reprend des motifs similaires aux façades nord et sud. La cathédrale est finalement consacrée en grande pompe en 1435. En 1441, Christophe de Bavière devient le premier roi de Suède à être couronné dans la cathédrale.
Cependant, les travaux n'étaient pas entièrement terminés. Jusqu'ici, les cloches de la cathédrale était dans un beffroi, séparé du bâtiment principal, au nord-est. À la place, peu après la consécration, la construction des tours ouest est commencée. Elles sont dans un style assez différent du reste de l'église, caractéristique du gothique baltique, avec en particulier des baies aveugles. Il n'est pas sûr que les tours étaient déjà surmontées de flèches à cette période ; en revanche, il y avait une flèche au-dessus de la croisée du transept. La cathédrale est ainsi probablement achevée entre 1470 et 1500.

### Évolutions jusqu'auXIXesiècle
Le bâtiment subit quelques évolutions dans les siècles suivant, en réponse à des dommages qu'il subit ou des volontés du pouvoir politique et économique. En particulier, plusieurs incendies notables affectent l'édifice, un premier en 1473, mais un autre en 1572. Du fait de la réforme protestante en Suède en 1527, la vaste richesse de la cathédrale et de l'archidiocèse avait été transférée au gouvernement. En échange, ce dernier était maintenant responsable de l'entretien du bâtiment, mais n'allouait que peu d'argent à cette fin. L'incendie de 1572 força le roi de l'époque, Jean III à investir dans une rénovation importante. C'est Franciscus Pahr, avec l'aide de Antonius Watz, qui est responsable des rénovations et donnent à la cathédrale une nouvelle flèche sur la croisée de transept, mais aussi l'ajout de flèches sur les deux tours occidentales et d'arcs-boutants le long du bâtiment. Ces flèches furent détruites lors d'une tempête mais sont remplacées par Gerard de Besche juste avant le couronnement de Gustave II Adolphe (en 1617). Christine de Suède elle aussi ordonne d'importantes rénovations de la cathédrale (et de l'ensemble de la ville d'Uppsala) avant son couronnement en 1650. En particulier, la flèche sur la croisée de transept est changée à nouveau et les mûrs d'intérieurs sont blanchis à la chaux pour rendre la cathédrale plus lumineuse.
En parallèle, de nombreuses figures importantes de l'histoire suédoise se font enterrées dans la cathédrale, les familles les plus riches et puissantes payant pour cet honneur. La plupart étaient enterrées dans des sections existantes, mais une nouvelle chapelle fut construite au sud de la cathédrale pour Bengt Gabrielsson Oxenstierna dans les années 1690. L'architecte était Nicodème Tessin le Jeune, mais le travail était en pratique dirigé par Olof Rudbeck. Si Tessin respecta l'esthétique extérieure de la cathédrale, ses idéaux baroques sont clairement visibles à l'intérieur.

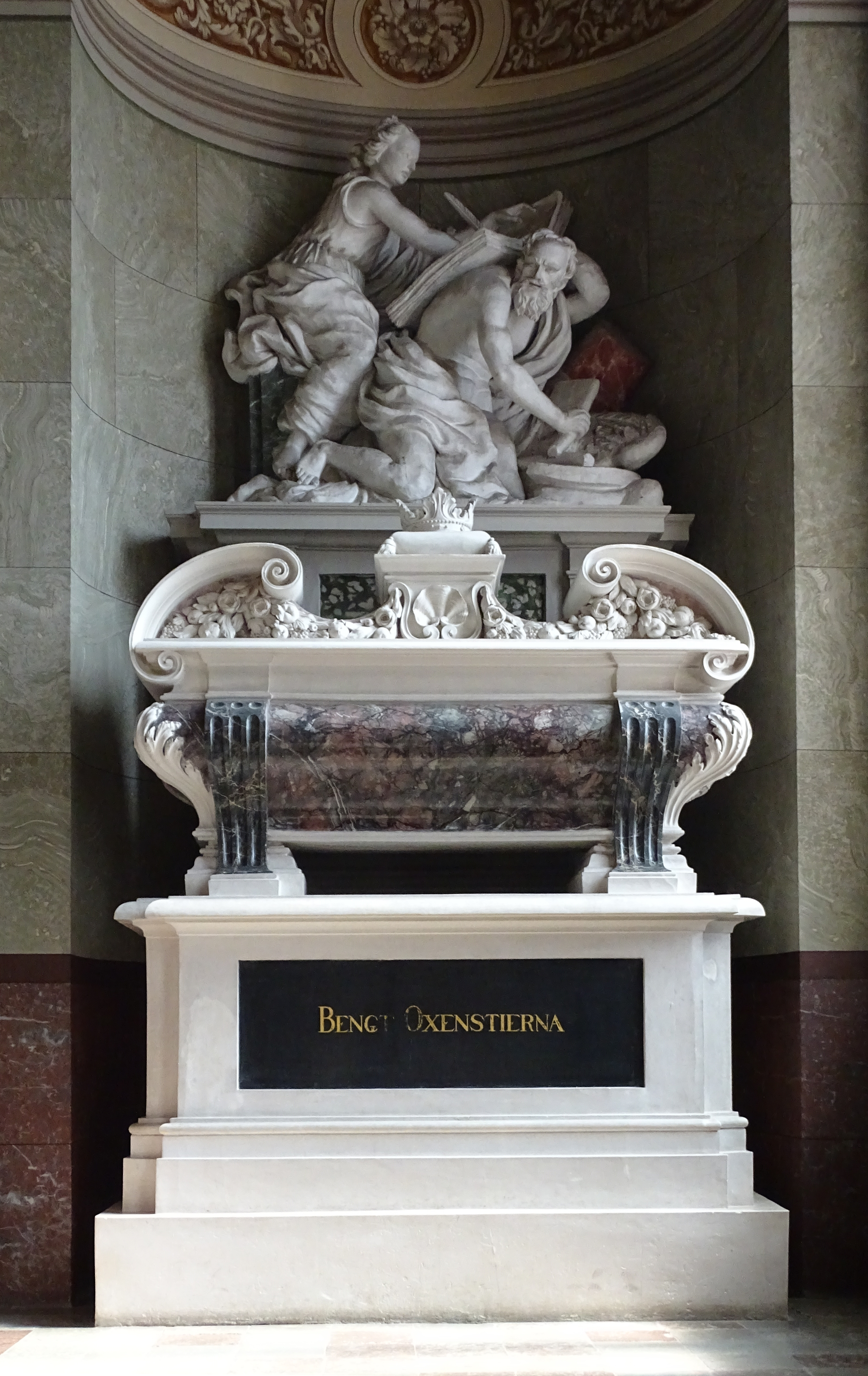
La tombe de Bengt Oxenstierna, dans sa chapelle baroque.
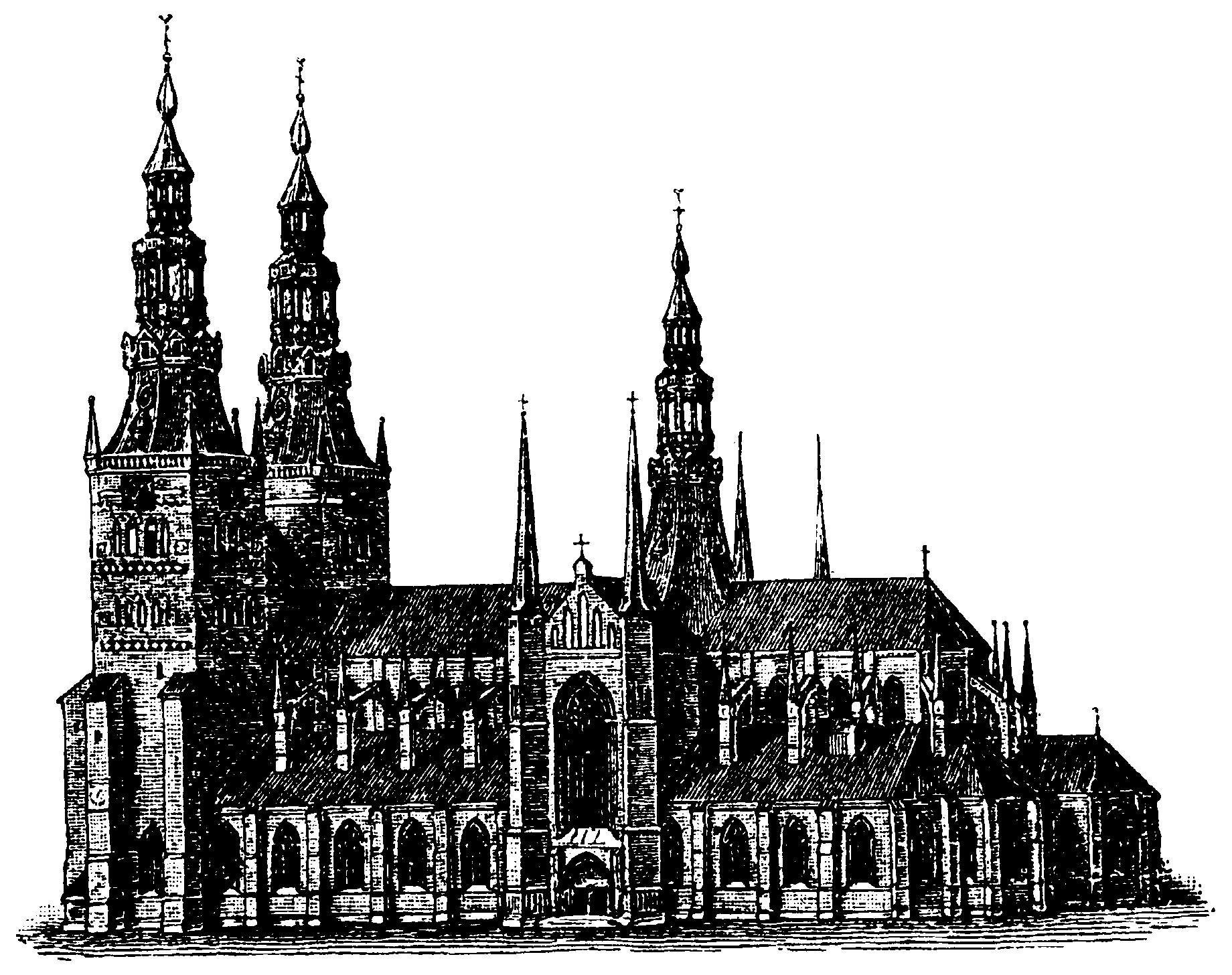
La cathédrale avant l'incendie de 1702.
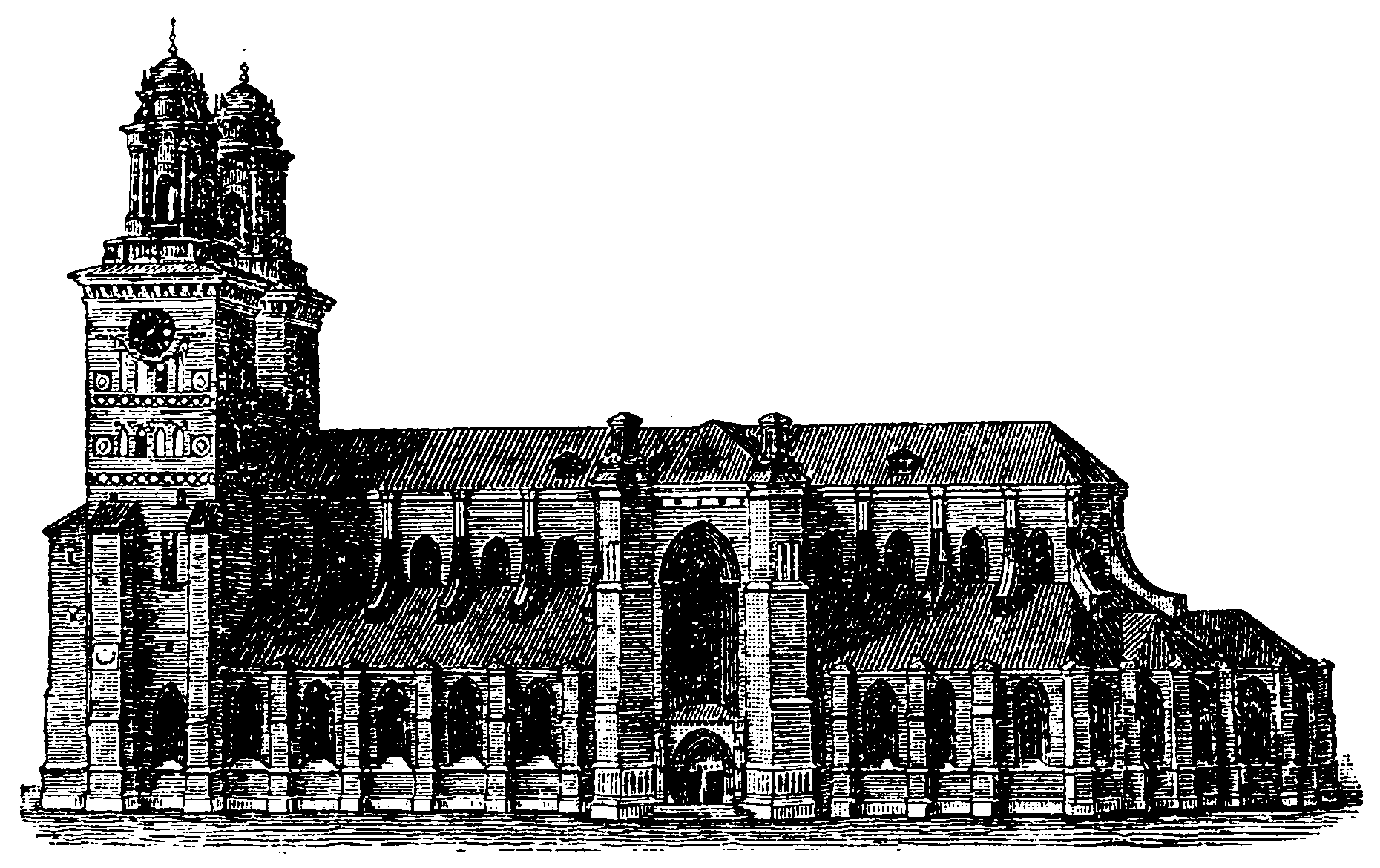
La cathédrale après la rénovation suivant l'incendie de 1702.

Finalement, un nouvel incendie vient dévaster l'intégralité d'Uppsala en 1702, dont en particulier la cathédrale. Ceci força une nouvelle vague de rénovation, menée principalement par Hans Conradt Buchegger qui avait récemment travaillé auprès de Nicodème Tessin. Mais pour des raisons financières et probablement aussi esthétiques, le style de la cathédrale est considérablement simplifié. Par exemple, la nouvelle architecture ne compte aucune flèche ou arc-boutant. Les tours sont couvertes provisoirement d'un toit en bois, qui sont remplacés dans les années 1740 par une petite coiffe en cuivre dessinée par Carl Hårleman. Beaucoup de mobilier et autres éléments de décoration intérieure ont aussi été perdus aux proies des flammes, et sont donc remplacés. En particulier, une nouvelle chaire et un nouveau retable, inauguré en 1731, tous deux construits par Burchard Precht, sont ajoutés. Ces rénovations donnent à l'église un air baroque et classique, assez éloigné du gothique initial.

### La rénovation d'Helgo Zettervall

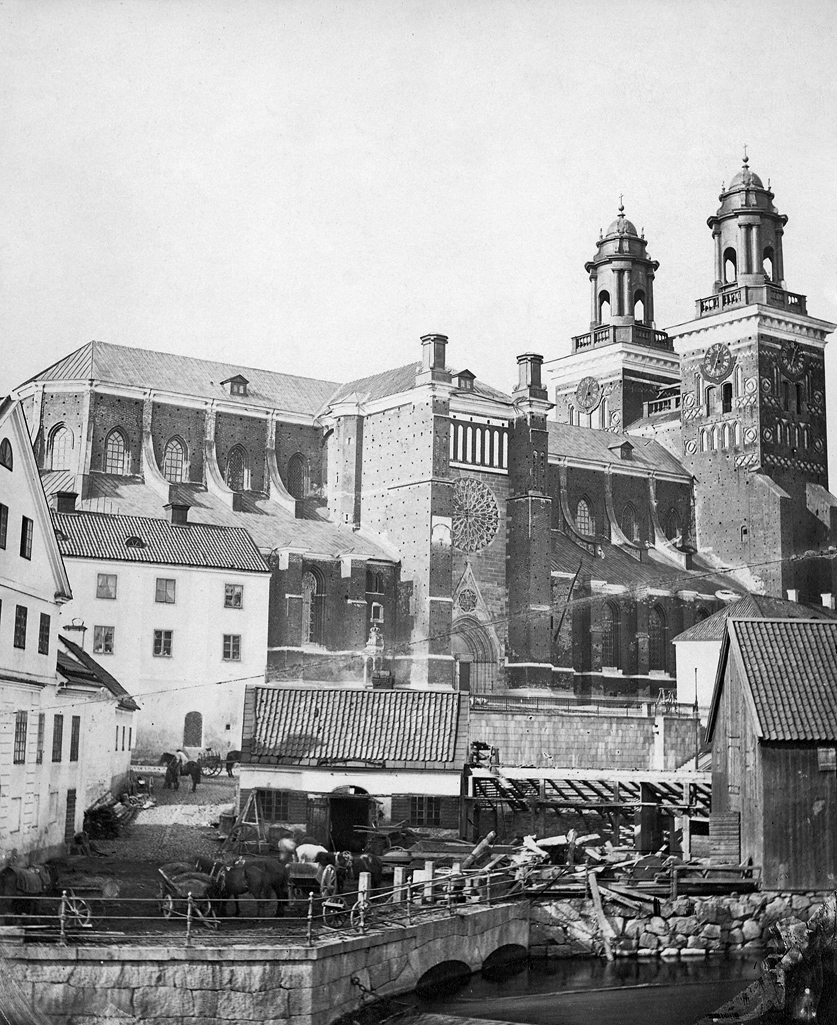
La cathédrale dans les années 1860
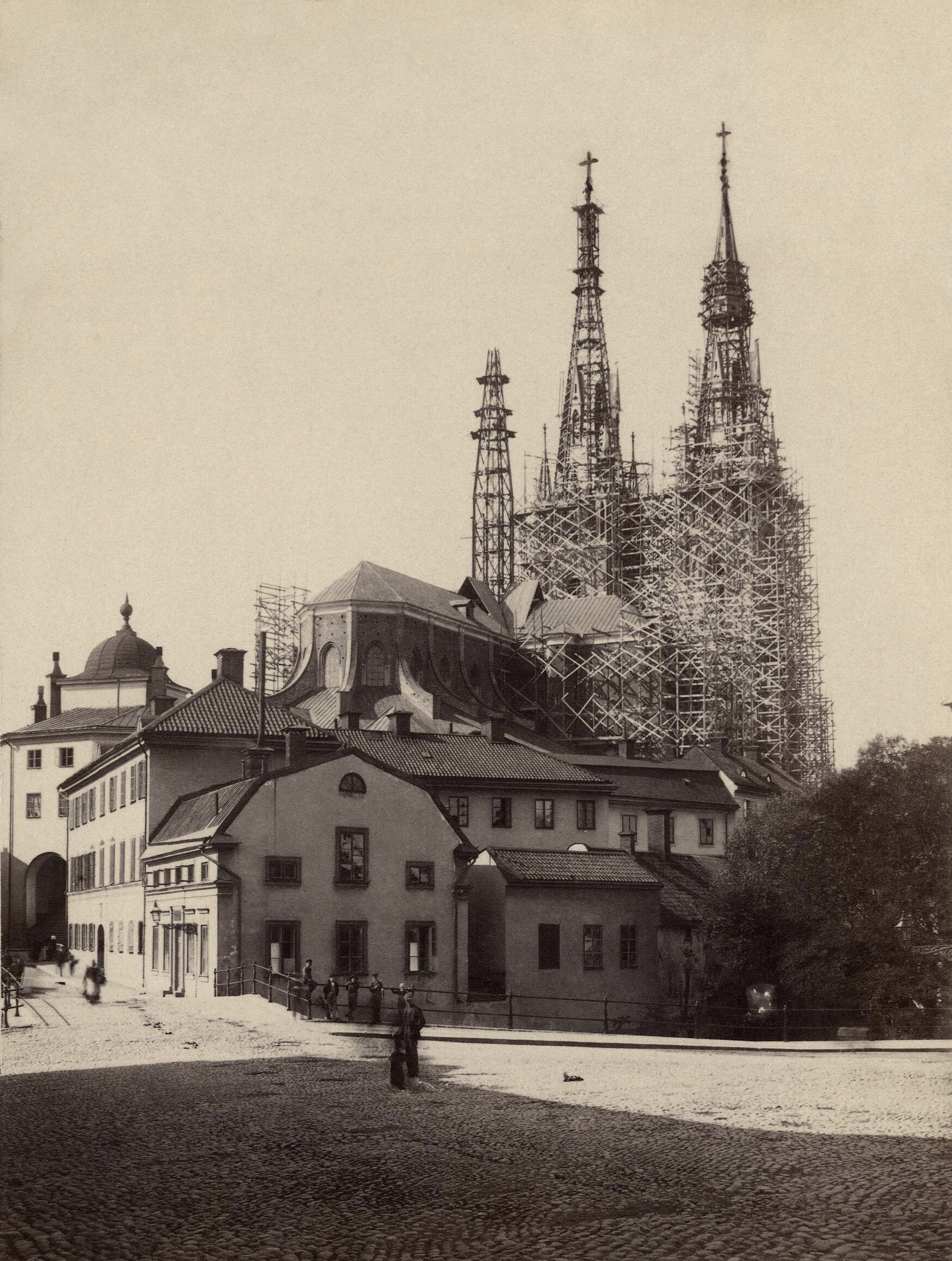
Les travaux de rénovation en 1889.
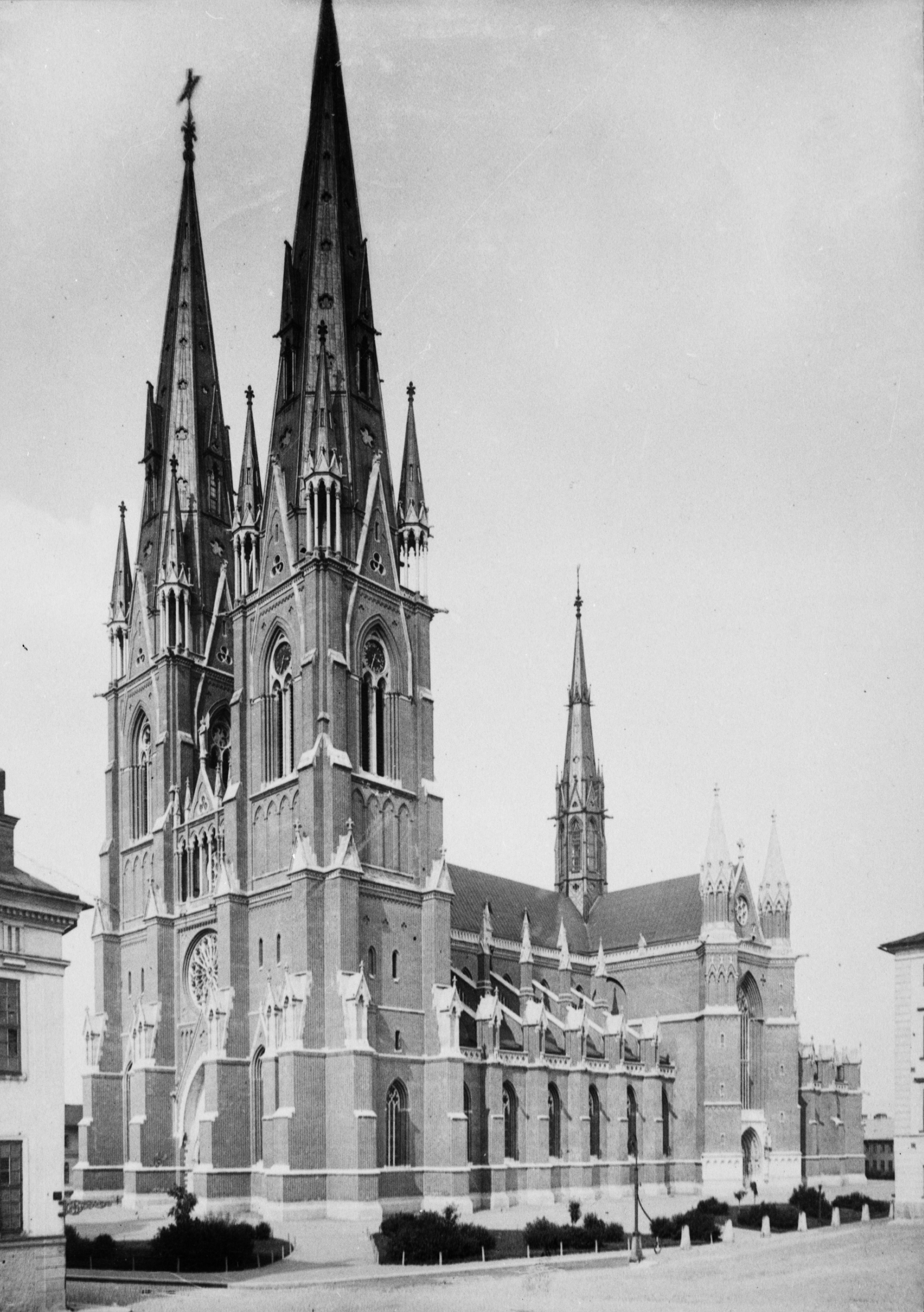
La cathédrale après la rénovation.
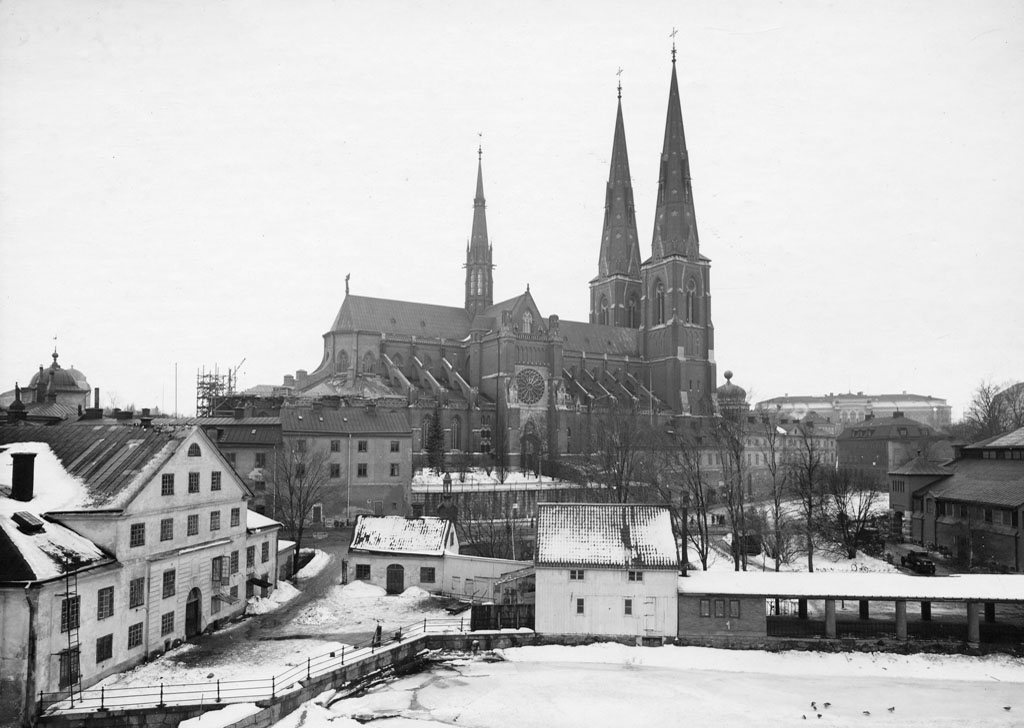
La cathédrale dans les années 1920, avec certains ornements déjà disparus.

Une des plus importantes restaurations de l'histoire de la cathédrale eut lieu entre 1885 et 1893. L'architecte Helgo Zettervall, qui avait déjà rénové en particulier la cathédrale de Lund, avait été contacté en 1874 par l'archidiocèse, mais son projet avait été fortement critiqué par l'autorité suédoise des bâtiments (Överintendentsämbetet) pour les changements extrêmes qu'il proposait à l'architecture. Helgo Zettervall, à l'instar de son modèle Eugène Viollet-le-Duc, ne voulait pas simplement rénover le bâtiment mais lui donner une apparence plus fidèle au gothique français qui prévalait au début de la construction. Cela signifiait non seulement revenir sur les changements baroques d'après 1702, mais aussi négliger toute l'influence gothique baltique, en particulier sur les tours. Une contre-proposition de Claes Grundström, plus conservatrice, fut avancée, mais l'archidiocèse la refusa et appuya la proposition d'Helgo Zettervall. Ce dernier apporta quelques changements à ses plans, et malgré l'opposition de Överintendentsämbetet, ceux-ci sont validés par le gouvernement et les travaux commencent en 1885. Les coûts étaient alors évalués à un million de couronnes suédoises.

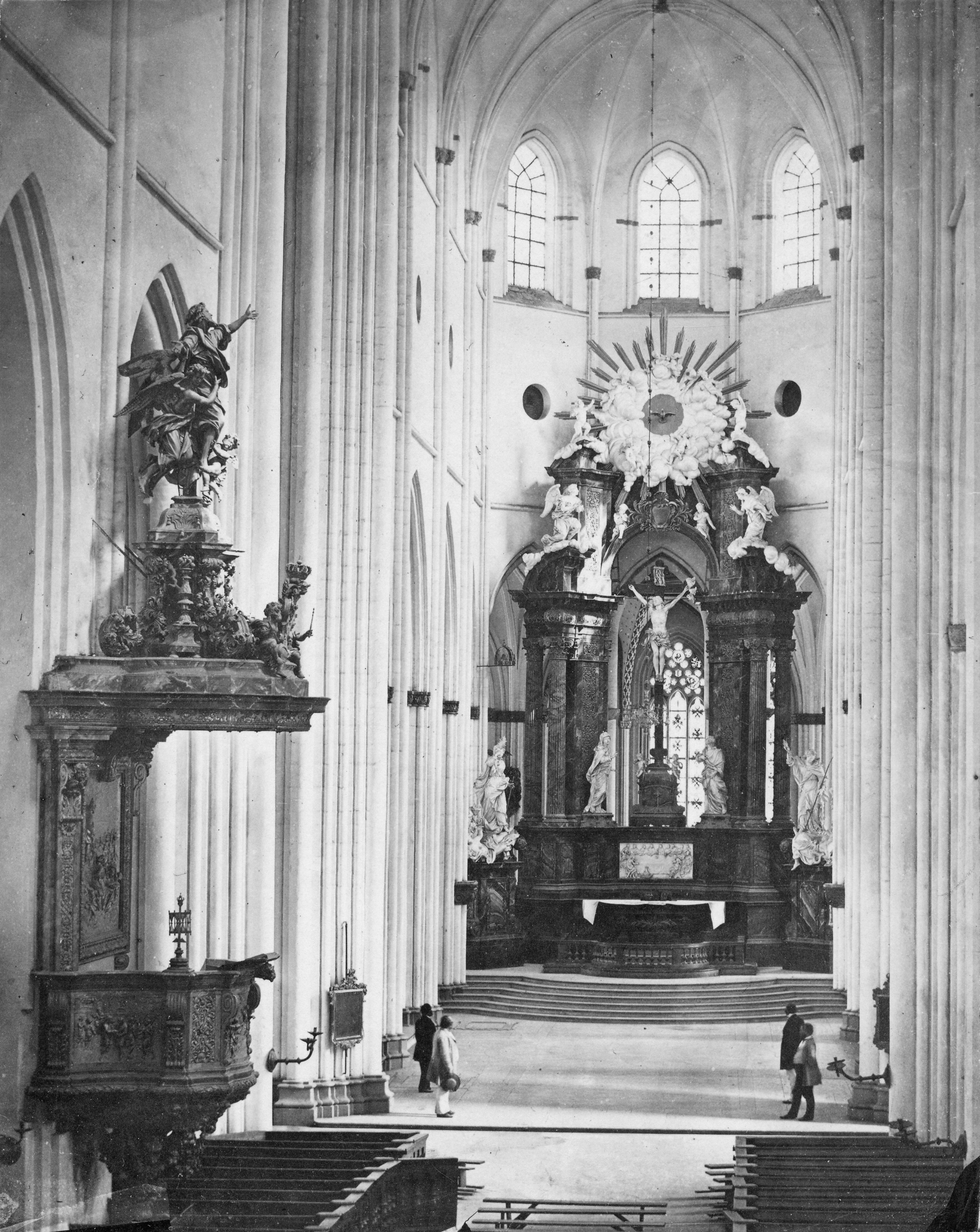
L'intérieur avant la rénovation, avec le retable de Burchard Precht.
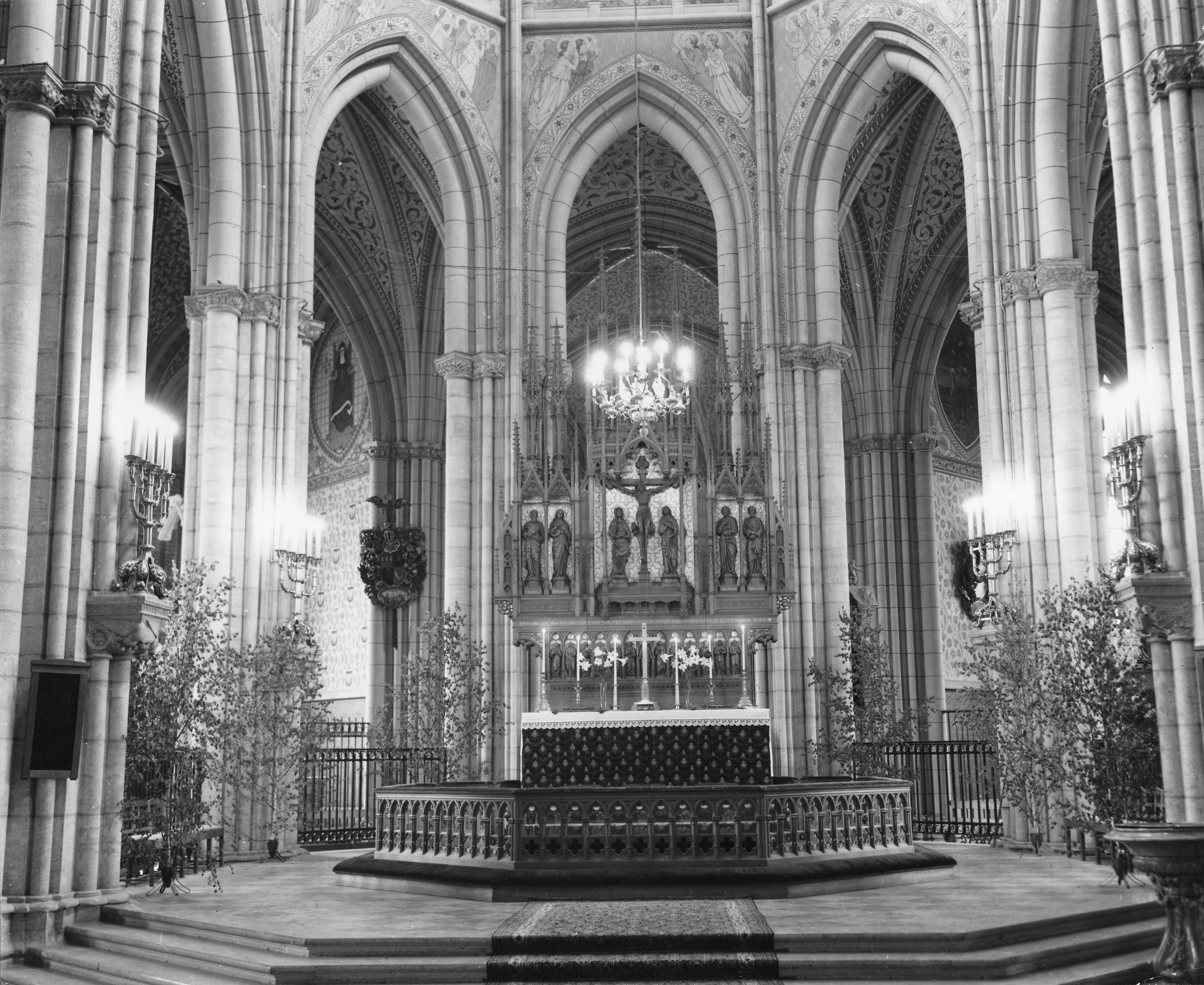
Le chœur après la rénovation, avec le nouveau retable gothique.

Les changements sont nombreux. Les tours aux influences gothique baltiques et leur coiffe baroque sont remplacées par des grandes flèches, une flèche est ajoutée sur la croisée de transept, les contreforts du XVIIIe siècle sont changés à nouveau pour des arcs-boutants, un gable est ajouté au-dessus du portail ouest, ce qui conduit à un déplacement vers le haut de toute la façade, dont en particulier la rosace. La plupart des briques extérieures sont aussi changées, et les moulures et décors sont construits en ciment. À l'intérieur, les piliers de la nef, qui étaient initialement en partie construits en brique, sont remplacés par de la pierre, dans un style similaire aux piliers du chœur, et certains murs en brique sont recouverts pour imiter la pierre. De même, une grande partie du mobilier baroque est remplacé, l'ancien retable étant par exemple donné à l'église Gustave Vasa à Stockholm et remplacé par un retable de style gothique créé par le fils de l'architecte, Folke Zettervall.

### Époque moderne

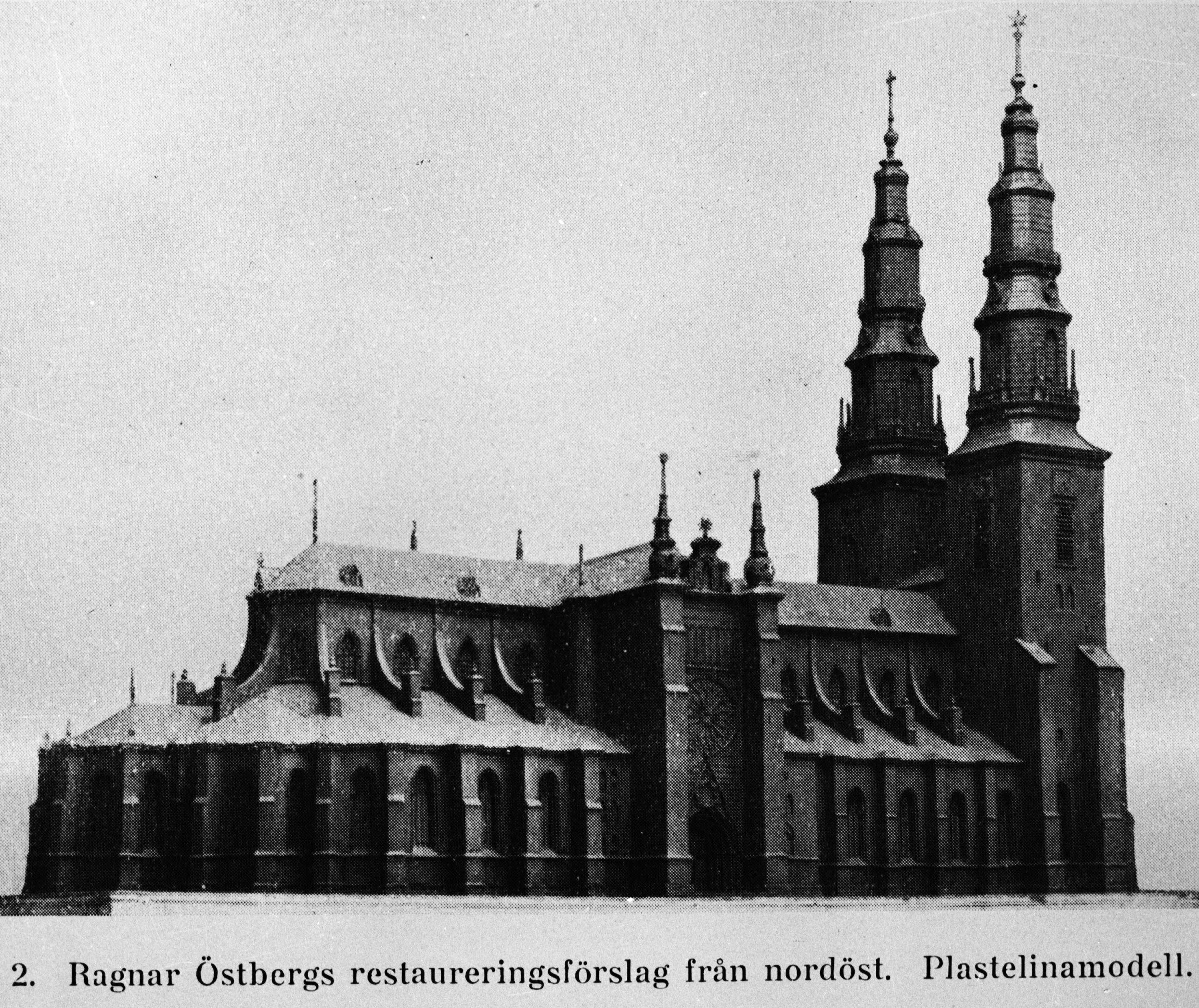
Proposition d'architecture extérieure de Ragnar Östberg, jamais réalisée.

La restauration d'Helgo Zettervall est très controversée, pour plusieurs raisons. Premièrement, les décors et moulures en ciment passent très mal l'épreuve du temps. Après seulement une vingtaine d'années, ils s'érodent ou se fissurent, et même les murs semblent de mauvaise qualité. Mais c'est aussi et surtout le style du bâtiment qui ne plait pas, en particulier avec le développement de l'idéal romantique national. Dans les années 1930, il est proposé de rénover le bâtiment, sans en altérer le style, en remplaçant les décors en ciment par des équivalents en pierre et les nouvelles briques en mauvais état par des briques de style plus ancien. Mais en parallèle aux rénovations, les autorités considèrent un changement plus approfondi, visant à revenir sur quelques-uns des changements de Zettervall. En 1941, l'architecte du chantier, Ragnar Östberg fait une proposition répondant aux critères, mais celle-ci n'est pas reprise. En 1944-45, il est décidé de faire un concours d'architecte pour trouver le meilleur design, mais personne ne reçoit le premier prix. Un nouveau concours est organisé en 1949-1950, remporté par Sigurd Lewerentz, mais là encore, rien ne se passa, l'archevêque s'opposant au projet,. Dans les années 1950, il est décidé de mettre un terme à ce long processus, la rénovation n'étant donc pas complète, mais les réparations essentielles ayant été achevées. En 1962, Åke Porne est nommé architecte de la cathédrale et propose dans les années suivantes plusieurs nouveaux designs, mais là encore, les opinions diffèrent, bloquant le processus. Finalement, entre 1971 et 1976, Åke Porne conduit les rénovations de la cathédrale, mais sans en changer le style. Le retable est néanmoins remplacé par une croix en argent et cristal. En revanche, cette rénovation est l'occasion de moderniser l'infrastructure du bâtiment, dont en particulier le chauffage, l'électricité et la protection incendie.
Depuis, peu de changements ont eu lieu, essentiellement des modifications de la décoration intérieure et des installations techniques (entre autres son et protection incendie). En 2015, une inspection révèle de la rouille sur les flèches des tours occidentales, ce qui lance une nouvelle campagne de rénovation.

## Architecture

### Généralités
L'architecture est représentative du gothique rayonnant du nord français, mais adaptée aux contraintes locales. En particulier, l'accès à la pierre de taille était limité, et donc la cathédrale est essentiellement construite en brique. La brique n'a pas la même resistance à la pression que la pierre, ce qui n'est que partiellement compensé par la légèreté du matériau. Ceci implique que les murs sont plus épais qu'une église en pierre, même si l'architecte utilisa des murs pleins, contrairement à la plupart des ouvrages de l'époque utilisant des murs creux pour économiser la brique. La pierre est néanmoins utilisée pour les piliers intérieur, ainsi qu'à l'extérieur pour un socle et une corniche faisant tout le tour du bâtiment et pour les portails. Une autre contrainte était le climat. L'abondance de neige nécessitant des toits plus pentus, réduisant donc la surface murale et empêchant la construction des grandes fenêtres caractéristiques de l'époque. De même, la maçonnerie fine des décors, en particulier les détails saillants, résisterait mal au gel et était donc limitée.
La cathédrale est longue de 118,95 m, et après la rénovation d'Helgo Zettervall, sa hauteur atteint aussi 119 m, ce qui en fait la plus grande église des pays nordiques. Les flèches des tours occidentales constituent l'essentiel de cette hauteur, les murs de ces mêmes tours n'atteignant que 52 m. La largeur extérieure au niveau du transept atteint 52,2 m et la hauteur sous voûte de la nef est de 27 m.

### Extérieur
La brique extérieure montre un mélange d'appareil hollandais et d'appareil des moines.

#### La façade occidentale

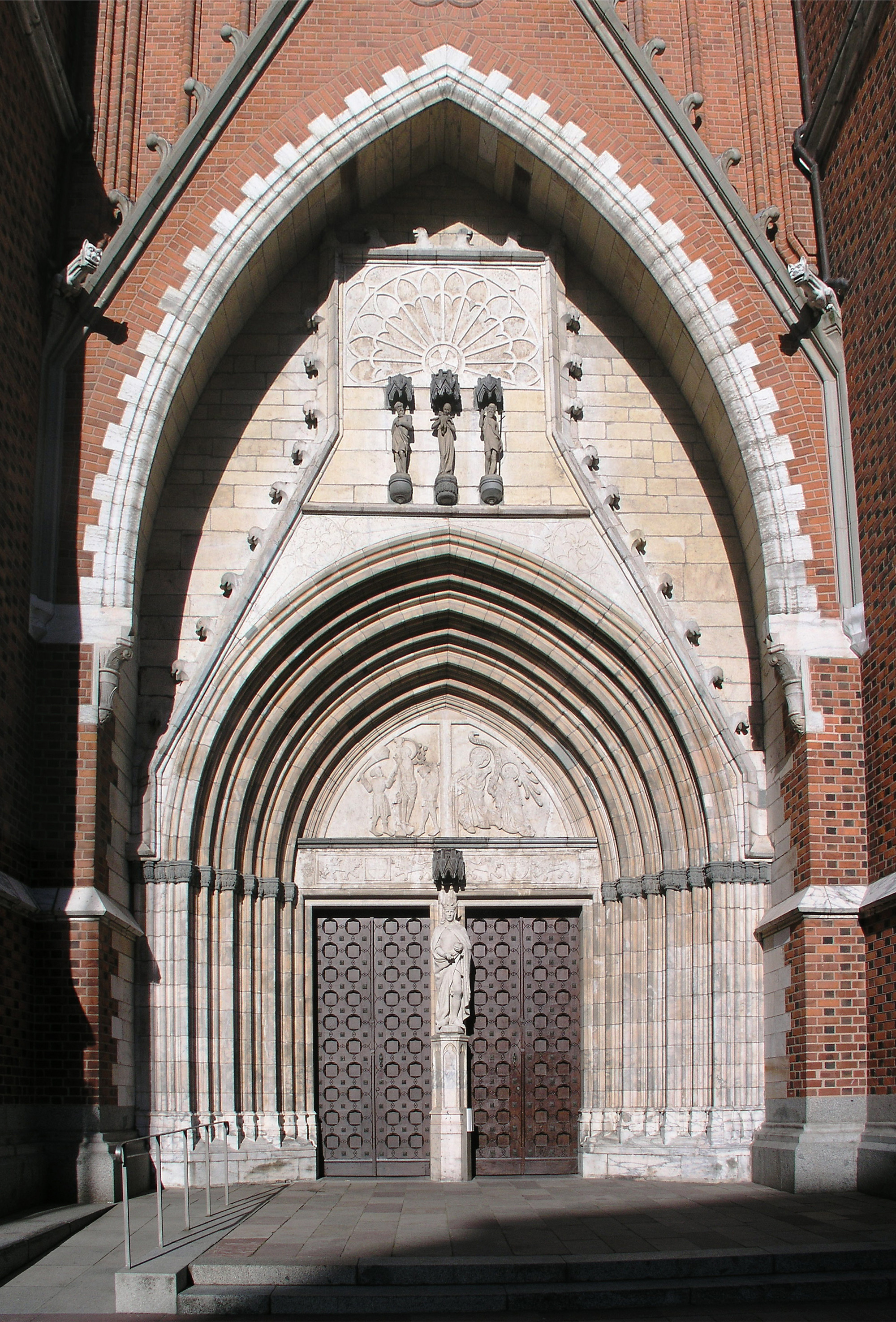
Le portail ouest.

La façade ouest est la section de l'église ayant été le plus affectée par la rénovation d'Helgo Zettervall. Le portail est essentiellement d'origine et est très similaire au portail nord, l'architecte ayant probablement consciemment tenté de reproduire le style mais avec une simplification des détails. Le portail lui-même est constitué de deux portes séparées par un pilier, surmonté d'un tympan encadré d'une archivolte à voussures. Le pilier central comprend la sculpture de saint Éric, probablement déplacée ici depuis le portail sud lors de la construction de la façade occidentale. La sculpture actuelle n'est cependant qu'une réplique, réalisée lors de la rénovation de Zettervall. La statue est surmontée d'un baldaquin, et de part et d'autre de celui-ci, séparant le portail du tympan, se trouve un bas-relief symétrique représentants deux lions autour d'un blason. Le blason à gauche est le blason de l'archeveché, tandis que le blason de droite est celui du royaume suédois avec les Trois Couronnes. Contrairement aux autres tympans, dont les décors datent de la rénovation de Zettervall, celui du portail ouest est d'origine. Il est divisé en deux, avec à gauche une représentation de la Flagellation de Jésus et à droite une représentation de l'Annonciation. Au-dessus de l'archivolte se dessine un gable, mais au lieu d'une forme triangulaire, la partie supérieure du gable se rejoint en un pan rectangulaire. La partie inférieure de cette surface rectangulaire est décorée de trois petites sculptures avec leurs baldaquins, tandis que la partie supérieure est un bas-relief représentant une croix solaire de laquelle jaillit un éventail, rappelant les motifs de la rosace.
Lors de la rénovation, Helgo Zettervall ajoute un galbe profond en briques et calcaire, dominant le gable mediéval. Le mur principal, de part et d'autre du gable néogothique, est percé de baies aveugles. Au-dessus, le mur est percé d'une rosace, qui date du Moyen Âge mais a été surélevée lors de la rénovation de Zettervall pour laisser place au gable néogothique et à l'orgue. La rosace était elle aussi probablement fortement inspirée de celle du portail nord. La rosace est entourée de quatre petites baies aveugles en forme de trèfles.

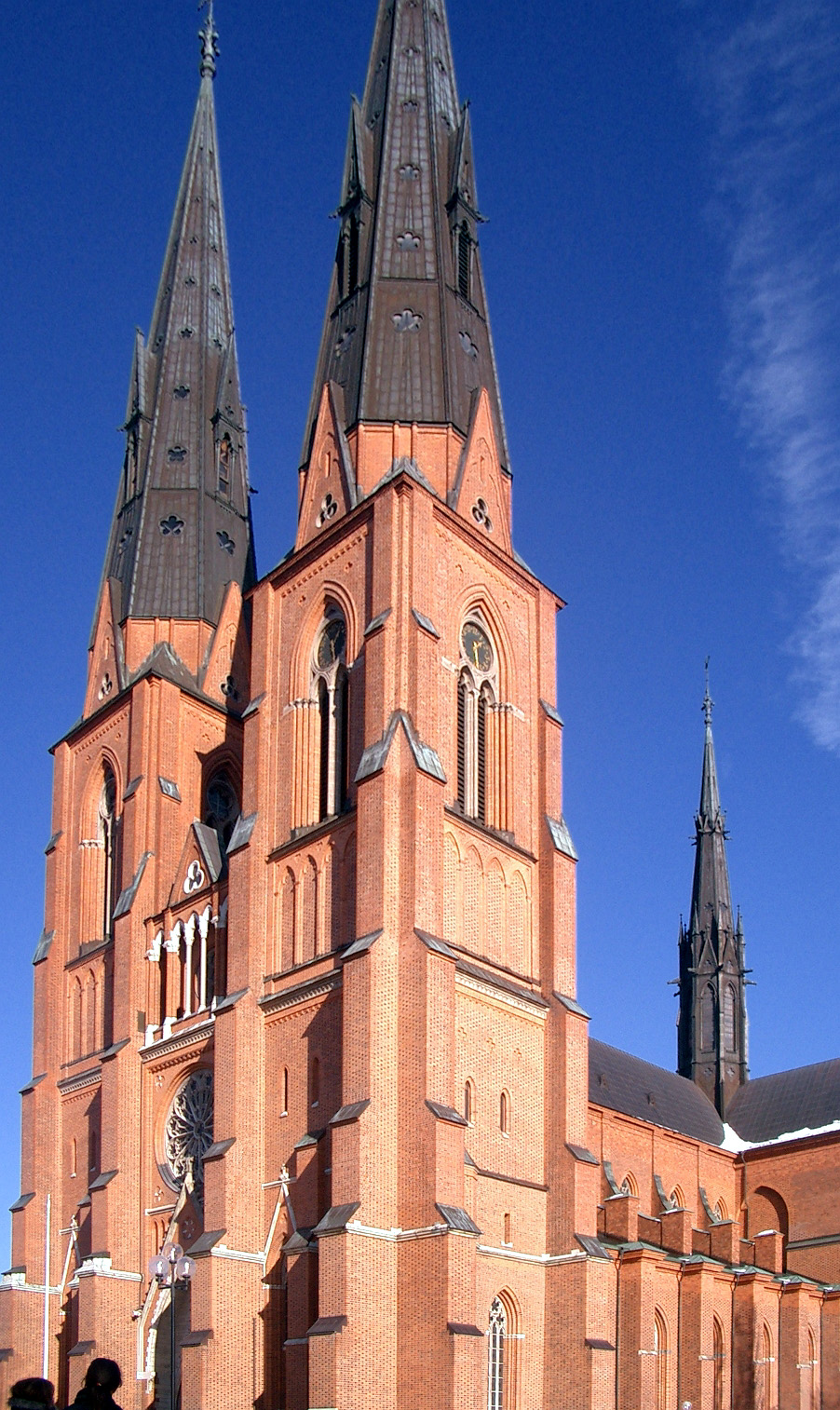
La façade ouest.
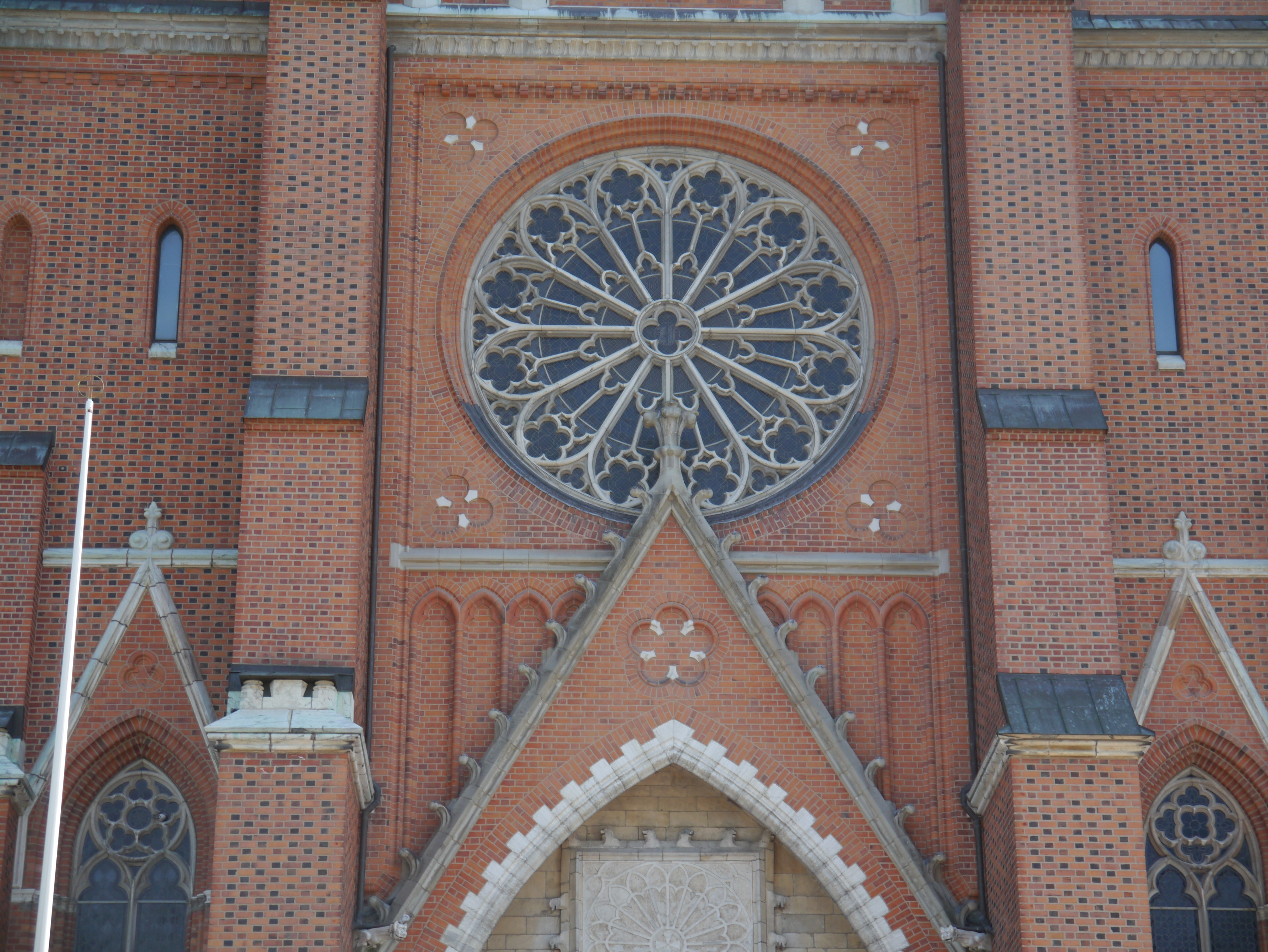
La rosace de la façade ouest.

#### Le portail nord

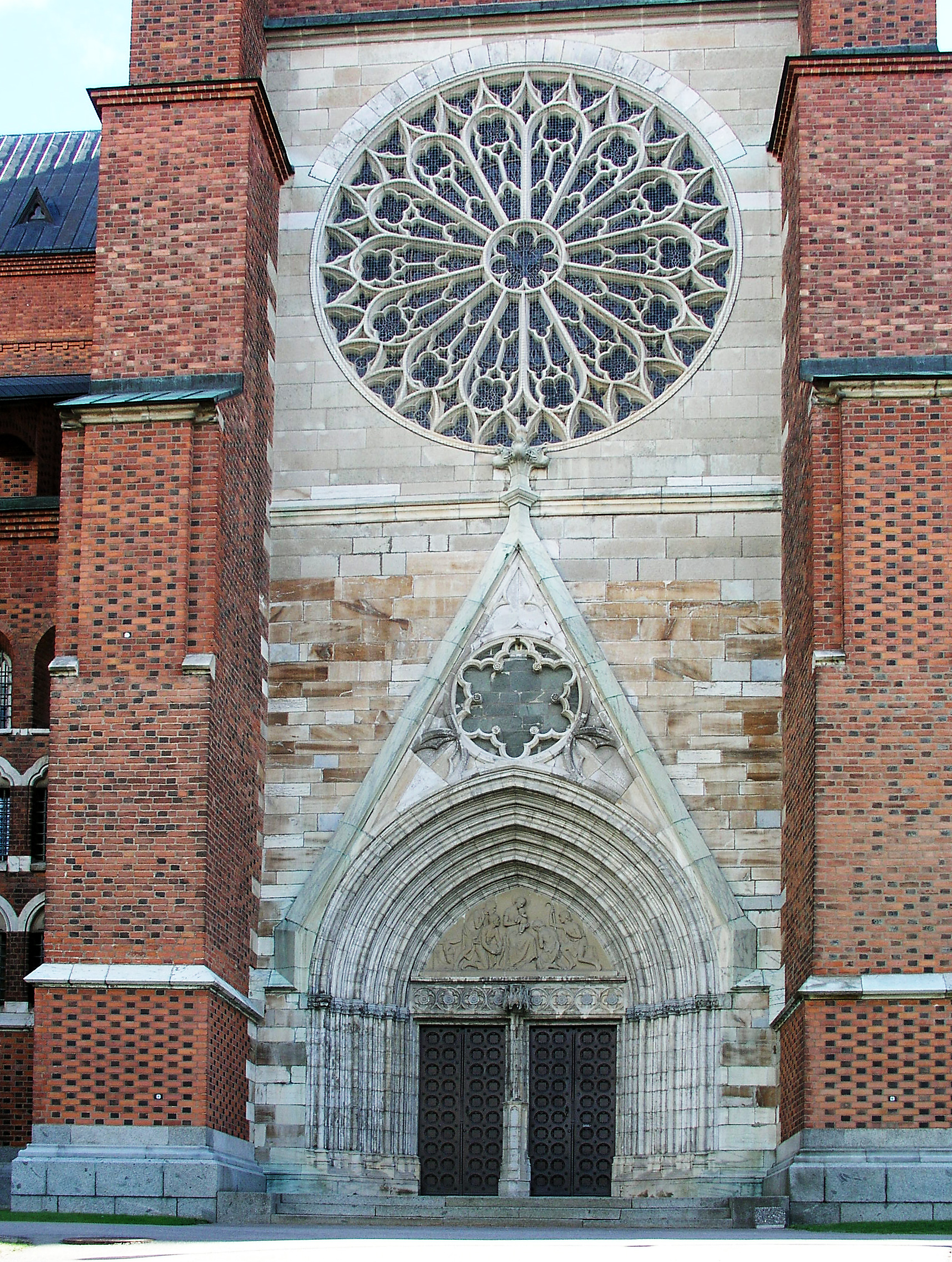
La façade nord.

Le portail nord est caractéristique de l'architecture gothique française. Il est construit entièrement en pierre, ce qui est probablement dû à la rosace, qui serait trop lourde pour un mur en brique. Il est dépourvu de décor saillants, résistant donc mieux au climat suédois, et pour cette raison est essentiellement entièrement original. On peut distinguer une différence de couleur entre le calcaire de la moitié inférieure et celui de la moitié supérieure, ce qui, combiné à plusieurs autres détails, semble indiquer une construction en deux temps. Le portail est surmonté de voussures, reposant sur des piliers coiffés de chapiteaux aux motifs végétaux. Il est percé de deux portes rectangulaires, séparées par une pilier avec une statue de Saint Olaf surmonté d'un baldaquin, réplique d'une des statues médiévales située maintenant à l'intérieur de l'église. De part et d'autre du baldaquin se trouve un bas-relief avec quatre cercles de chaque côté dans lesquels sont inscrits un quatre-feuilles contenant lui-même une double rose. Les roses étaient initialement peintes en jaune. Le tympan est un relief datant d'Helgo Zettervall. Le portail est coiffé d'un gable percé d'une fenêtre à remplage. Le gable permet la continuité de la corniche faisant le tour de l'église. Au-dessus de la rosace se trouve une section en brique sans ornements, les baies aveugles datant de la rénovation d'Helgo Zettervall ayant été retirées au XXe siècle.

#### Le portail sud

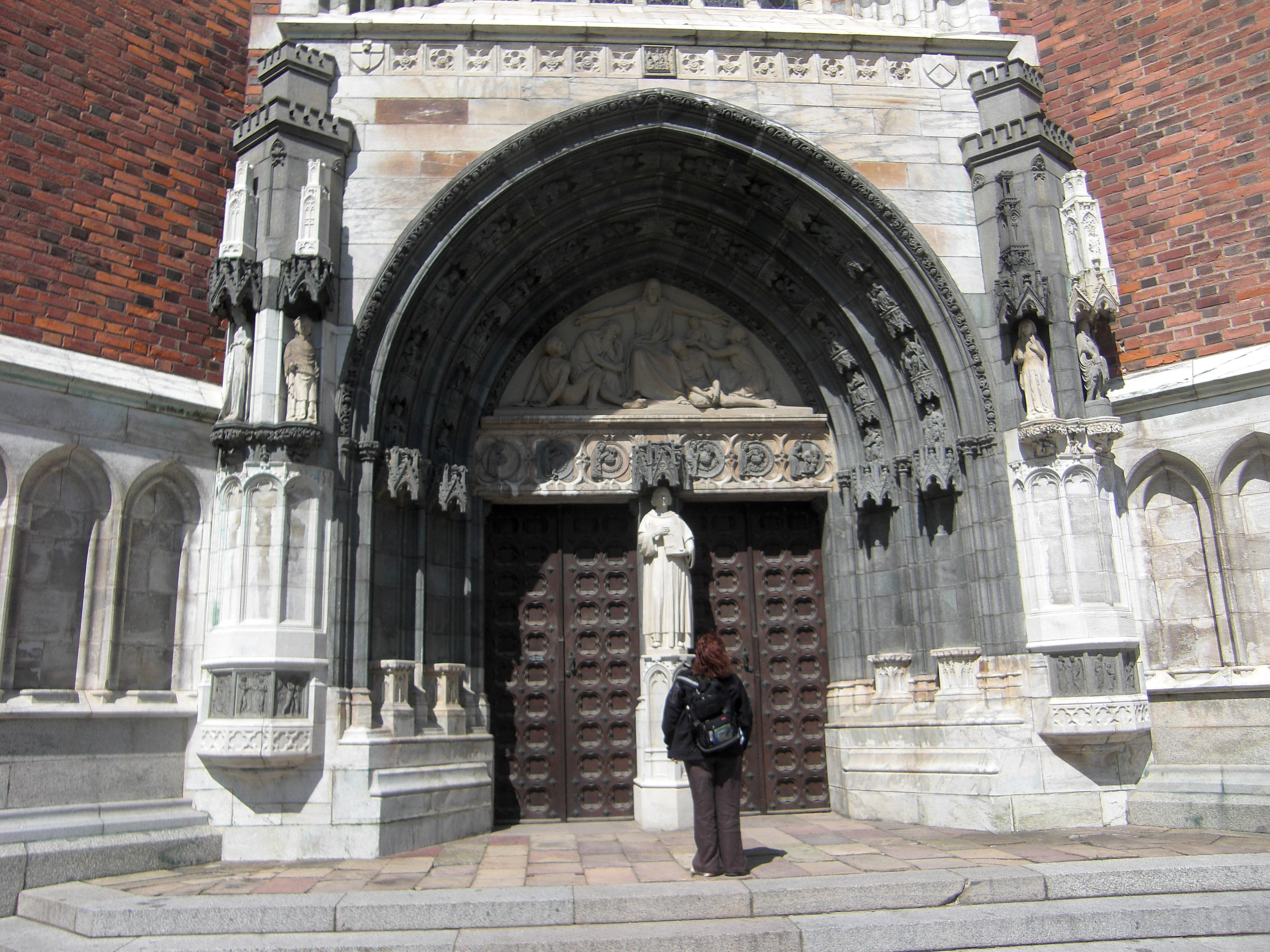
Le portail sud.

Le portail sud fut initialement construit dans un style plus raffiné que le portail nord, mais il résista mal au temps, et fut simplifié par la suite durant le Moyen Âge. Il reste néanmoins le portail le plus décoré de la cathédrale. On peut remarquer très nettement les contrastes de couleur de la pierre, avec les marbres de Vattholma et calcaires de Gotland de couleur claire contrastant avec la stéatite du Trøndelag de couleur sombre. Le portail lui-même est entouré de deux piliers avec dans chacun deux niches contenant des statues. Les statues sont surmontées de baldaquin se prolongeant en pinacles en forme de petites tours rectangulaires. L'archivolte comprend deux rangées de sculpture avec chacune 12 figures, représentant des prophètes et apôtres, et comprend aussi des motifs végétaux en transition avec à la fois le mur extérieur et le tympan intérieur. Le tympan lui-même date de la rénovation de Zettervall et fut sculpté par Theodor Lundberg et illustre Matthieu 11:28. Le tympan est séparé des portes en dessous par une frise en marbre avec 6 reliefs illustrant les deux premiers chapitres du livre de la Genèse. Enfin, comme dans la façade nord, le portail est percé de deux portes rectangulaires séparées par une pilier avec une statue de saint Laurent. Il est probable que la statue était initialement celle de Saint Erik qui fut déplacée sur le portail occidental lors de sa construction dans les années 1430.

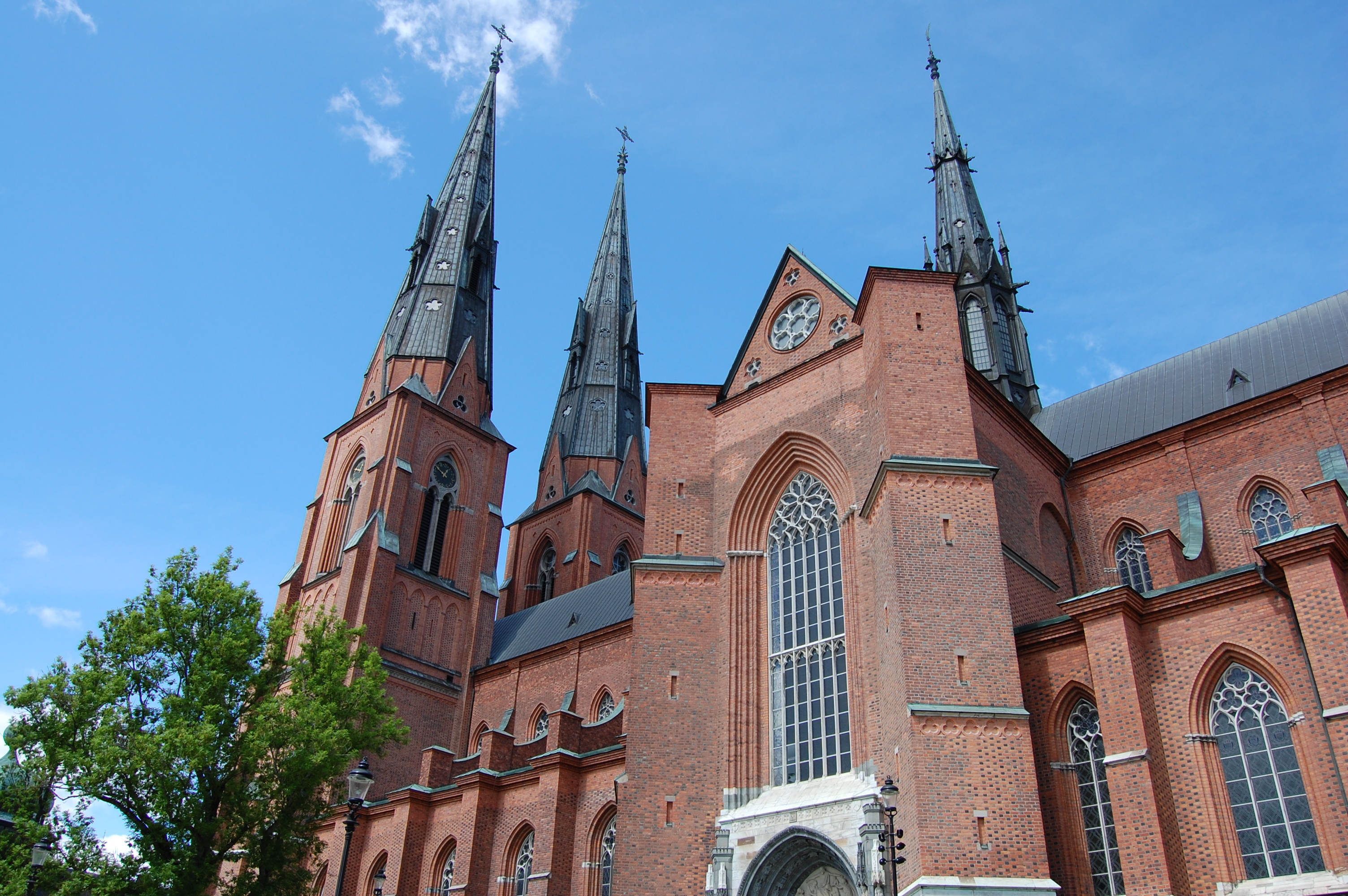
La grande fenêtre au-dessus du portail sud.

Au-dessus du portail se trouve le plus grand vitrail de toute la cathédrale, avec 13,2 m de haut et 3,6 m de large. Enfin, la partie supérieure de la façade sud est coiffée d'un gable, ajouté lors de la rénovation de Zettervall et percé d'une fenêtre à remplage. Cette façade sud est renforcée de deux gros contreforts positionnés en diagonale, permettant ainsi de soutenir les murs dans deux directions chaque. La base de ces contreforts est décorée de niches.

### Intérieur

Plan de la cathédrale.

La cathédrale a un plan en forme de croix latine, orientée presque parfaitement selon un axe est-ouest à un demi-degré près. La nef est flanquée de collatéraux avec six chapelles au sud et cinq au nord. Le transept n'a aucun collatéral, mais le bras nord est flanqué de deux sacristies. À l'est de la sacristie est se trouve l'ancienne salle capitulaire, l'une des sections les plus anciennes de l'église, qui est maintenant la chapelle funéraire de Catherine Jagellon. En face, au sud de l'édifice, se trouve la chapelle funéraire des Oxenstierna, ajoutée dans les années 1690. Enfin, le chœur est entouré d'un déambulatoire avec cinq chapelles rayonnantes.

## Mémorial de Dag Hammarskjöld
On trouve dans la cathédrale un monument funéraire en l'honneur de Dag Hammarskjöld, ancien secrétaire général de l'ONU, prix Nobel de la paix en 1957. Il y est écrit :
Icke jag utan gud i mig – Dag Hammarskjöld – 1905 - 1961 (« Pas moi, mais Dieu en moi »)

## Nécropole royale
La cathédrale renferme plusieurs sépultures royales dont trois rois de Suède :
1. Éric le Saint, roi de Suède (vers 1120 - 18 mai 1160) (fils de Jedvard, cousin de Sverker Ier de Suède)
2. Gustave Ier Vasa, roi de Suède (12 mai 1496 - 29 septembre 1560) (fils d’Erik Johansson Vasa)
3. Catherine de Saxe-Lauenbourg, reine consort de Suède (24 septembre 1513 - 23 septembre 1535) (première épouse de Gustave Ier Vasa)
4. Marguerite Lejonhufvud, reine consort de Suède (1er janvier 1516 - 26 août 1551) (seconde épouse de Gustave Ier Vasa)
5. Catherine Stenbock, reine consort de Suède (22 juillet 1535 - 13 décembre 1621) (troisième épouse de Gustave Ier Vasa)
6. Élisabeth de Suède, princesse de Suède, duchesse consort de Mecklembourg-Gadebusch (5 avril 1549 - 20 novembre 1597) (fille de Gustave Ier Vasa et de Marguerite Lejonhufvud)
7. Jean III, roi de Suède (20 décembre 1537 - 17 novembre 1592) (fils de Gustave Ier Vasa et de Marguerite Lejonhufvud)
8. Catherine Jagellon, reine consort de Suède (1er novembre 1526 - 16 septembre 1583) (première épouse de Jean III)
9. Gunilla Bielke, reine consort de Suède (25 juin 1568 - 19 juillet 1597) (seconde épouse de Jean III)

## Autres personnes inhumées
1. Laurentius Petri (1499 - 27 octobre 1573), premier archevêque luthérien de Suède
2. Olof Rudbeck (13 septembre 1630 - 12 décembre 1702), naturaliste suédois
3. Magnus Stenbock (12 août 1664 - 23 février 1717), militaire suédois
4. Emanuel Swedenborg (29 janvier 1688 - 29 mars 1772), scientifique, théologien et philosophe suédois
5. Carl von Linné (23 mai 1707 - 10 janvier 1778), naturaliste suédois
6. Carl von Linné le Jeune (20 janvier 1741 – 1er novembre 1783), naturaliste suédois - (fils de Carl von Linné)
7. Sara Elisabeth Moraea (24 juin ou 26 avril 1716 - 20 avril 1806) - (épouse de Carl von Linné)
8. Lars Olof Jonathan Söderblom (15 janvier 1866 - 12 juillet 1931), pasteur suédois, archevêque d'Uppsala et lauréat du prix Nobel de la paix en 1930

## Galerie d'images

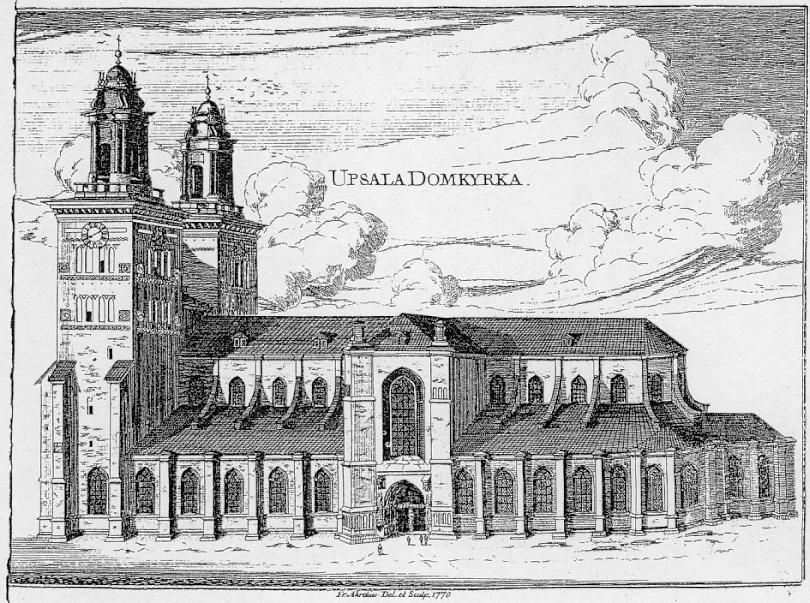
Cathédrale en 1770.
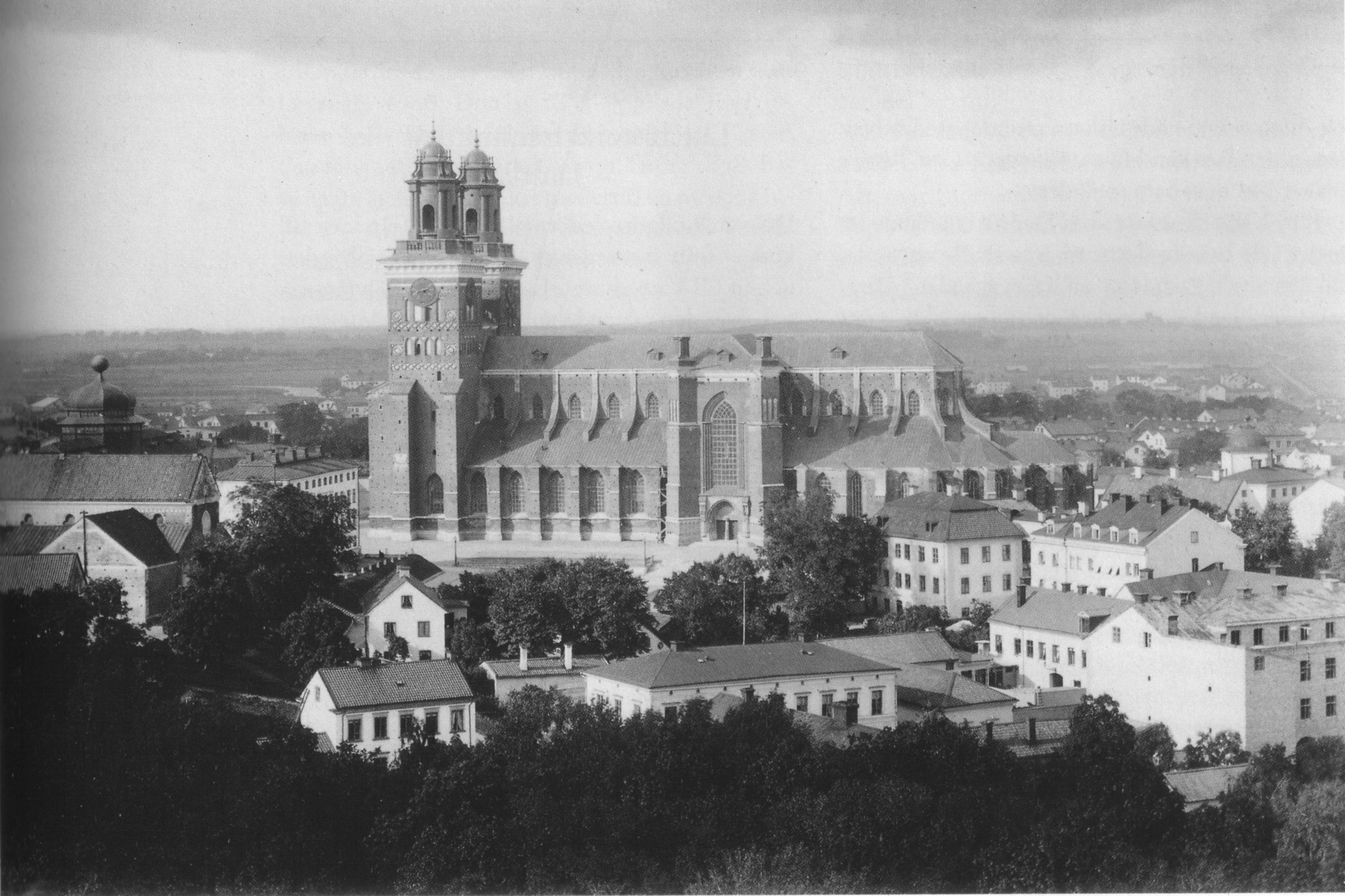
Et en 1880.
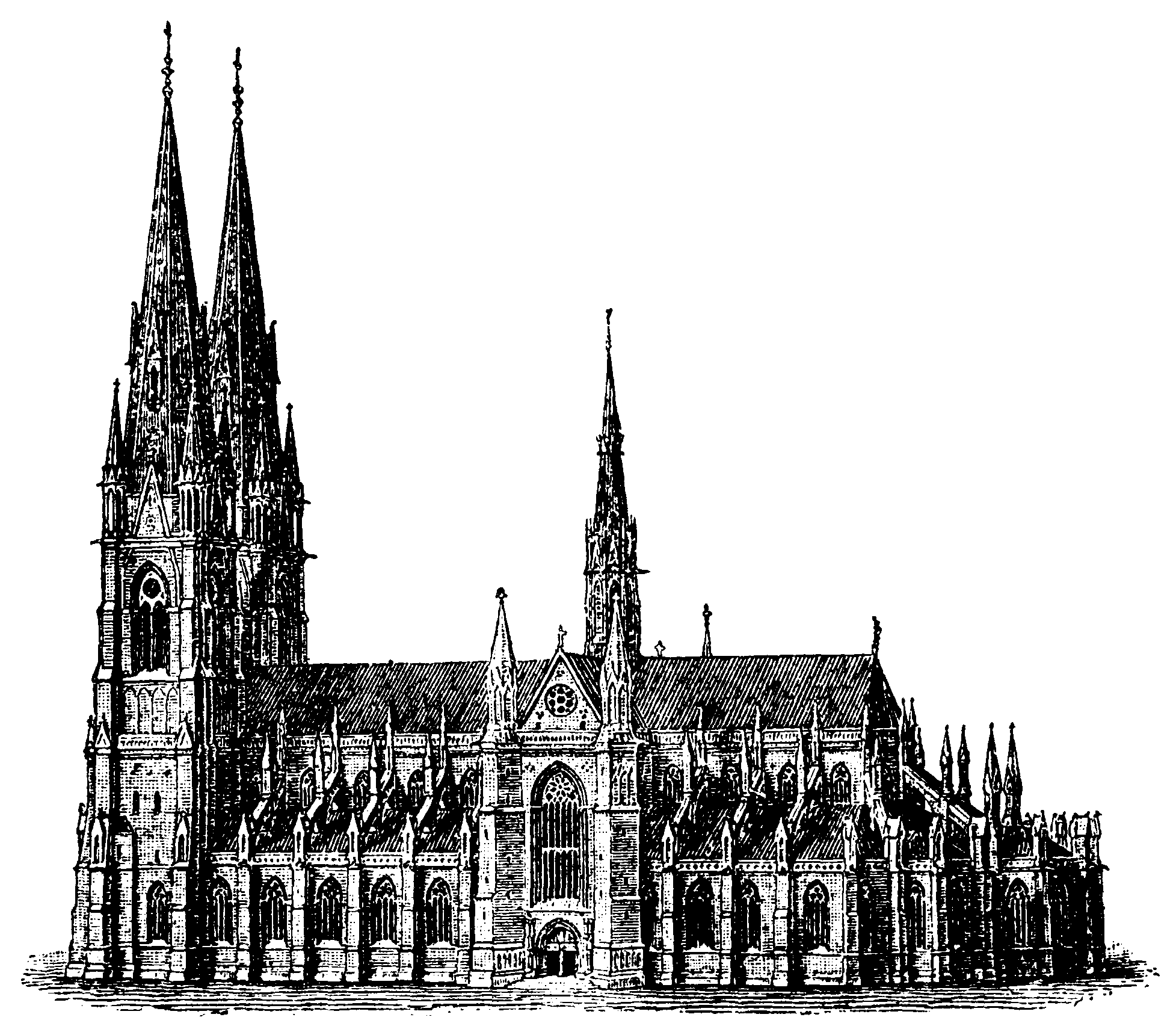
Façade sud de la cathédrale en 1892.
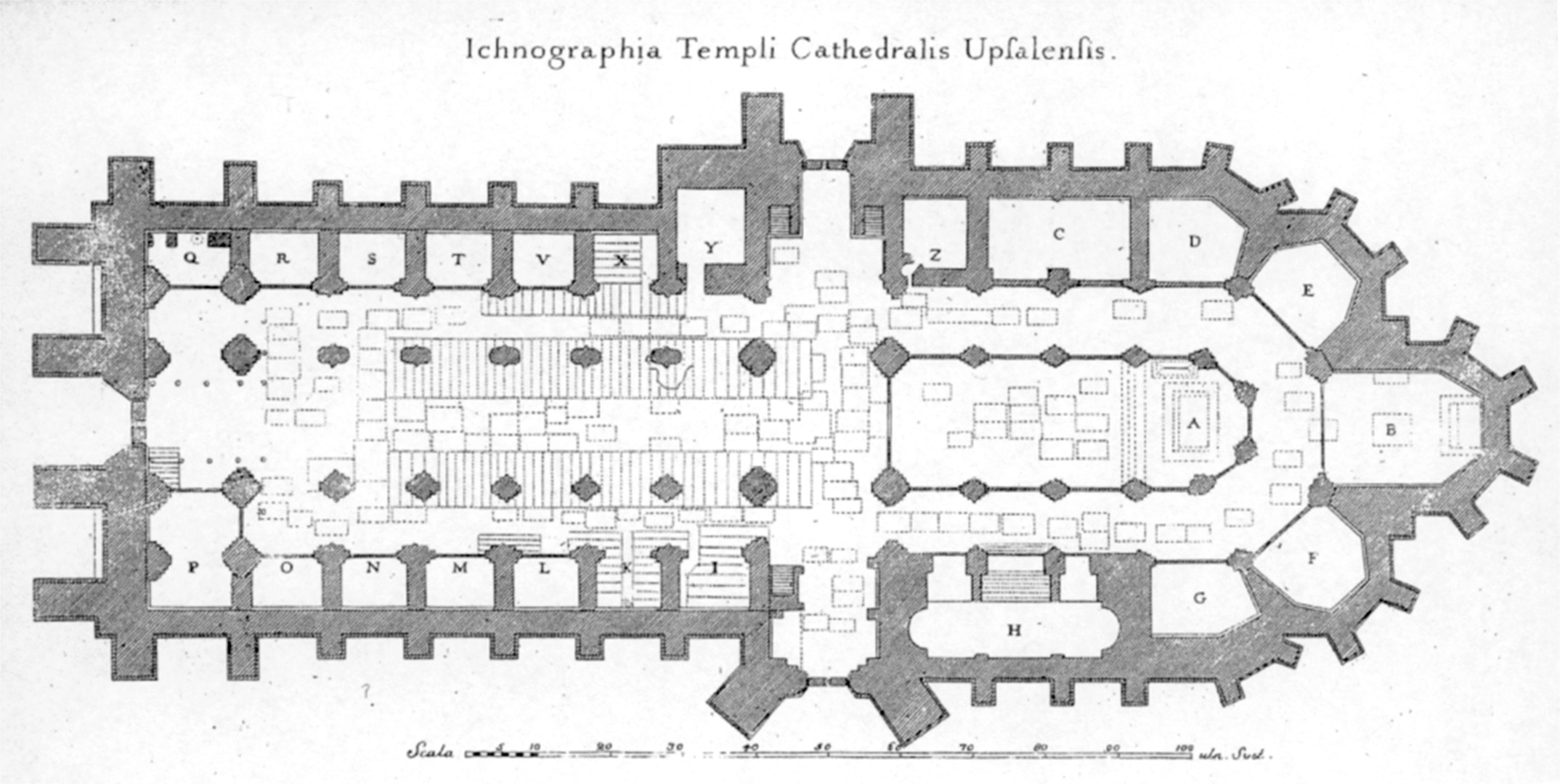
Plan de la cathédrale en 1770.
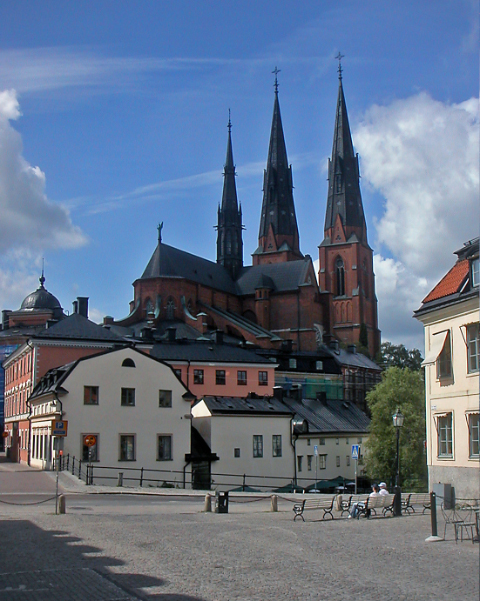
Vue extérieure no 1.
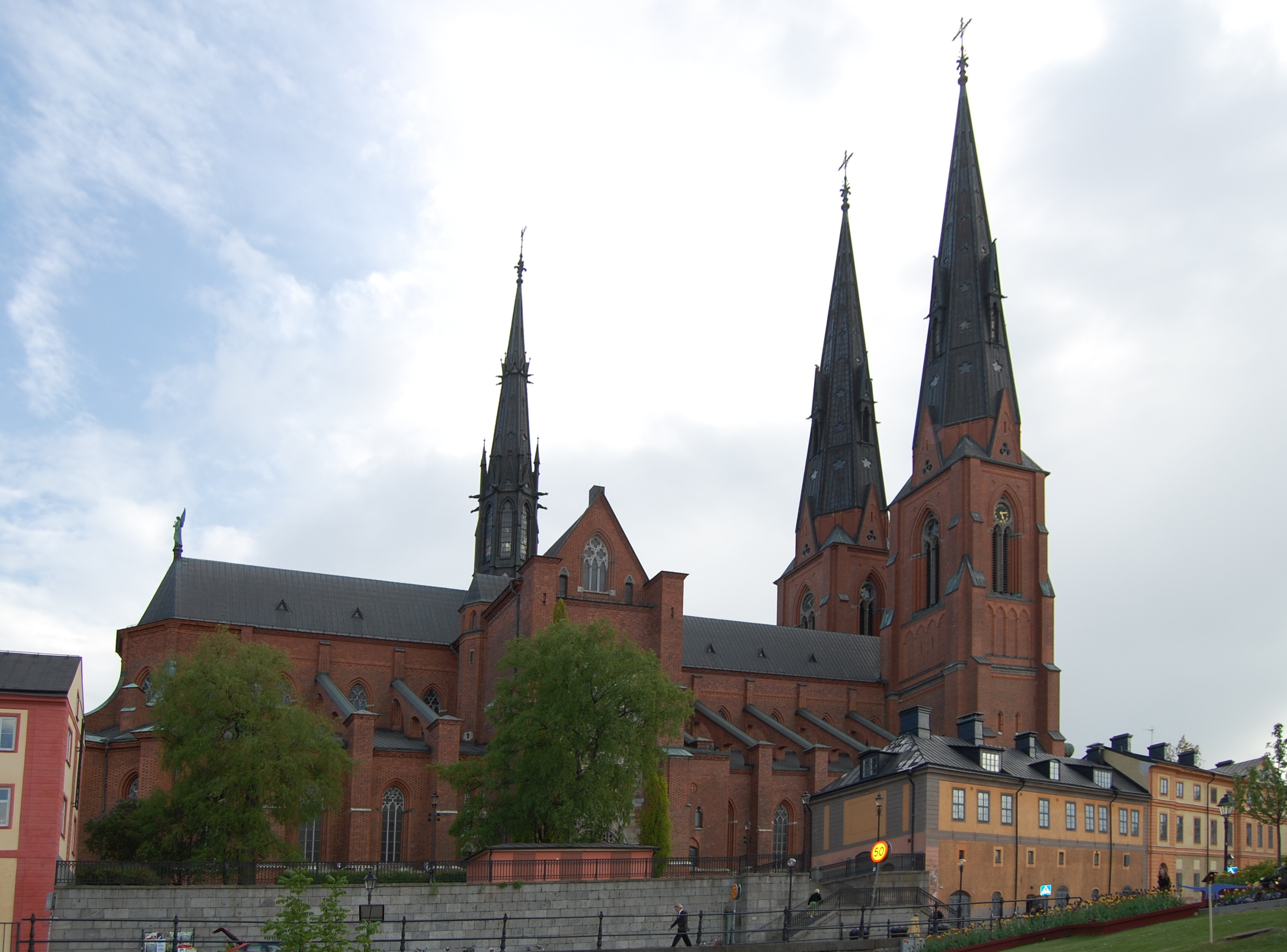
Vue extérieure no 2.
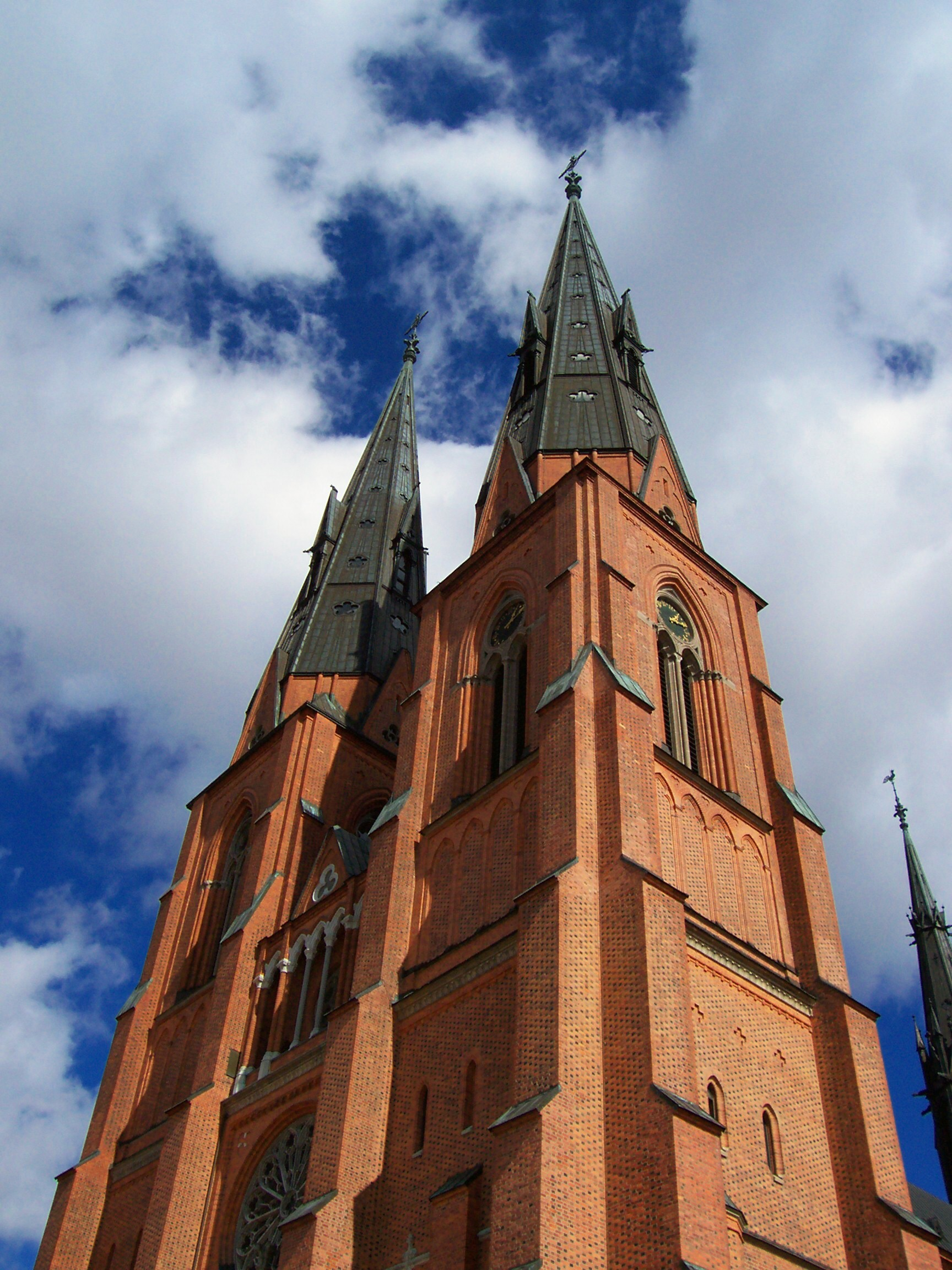
Les deux tours de la cathédrale (vue no 1).
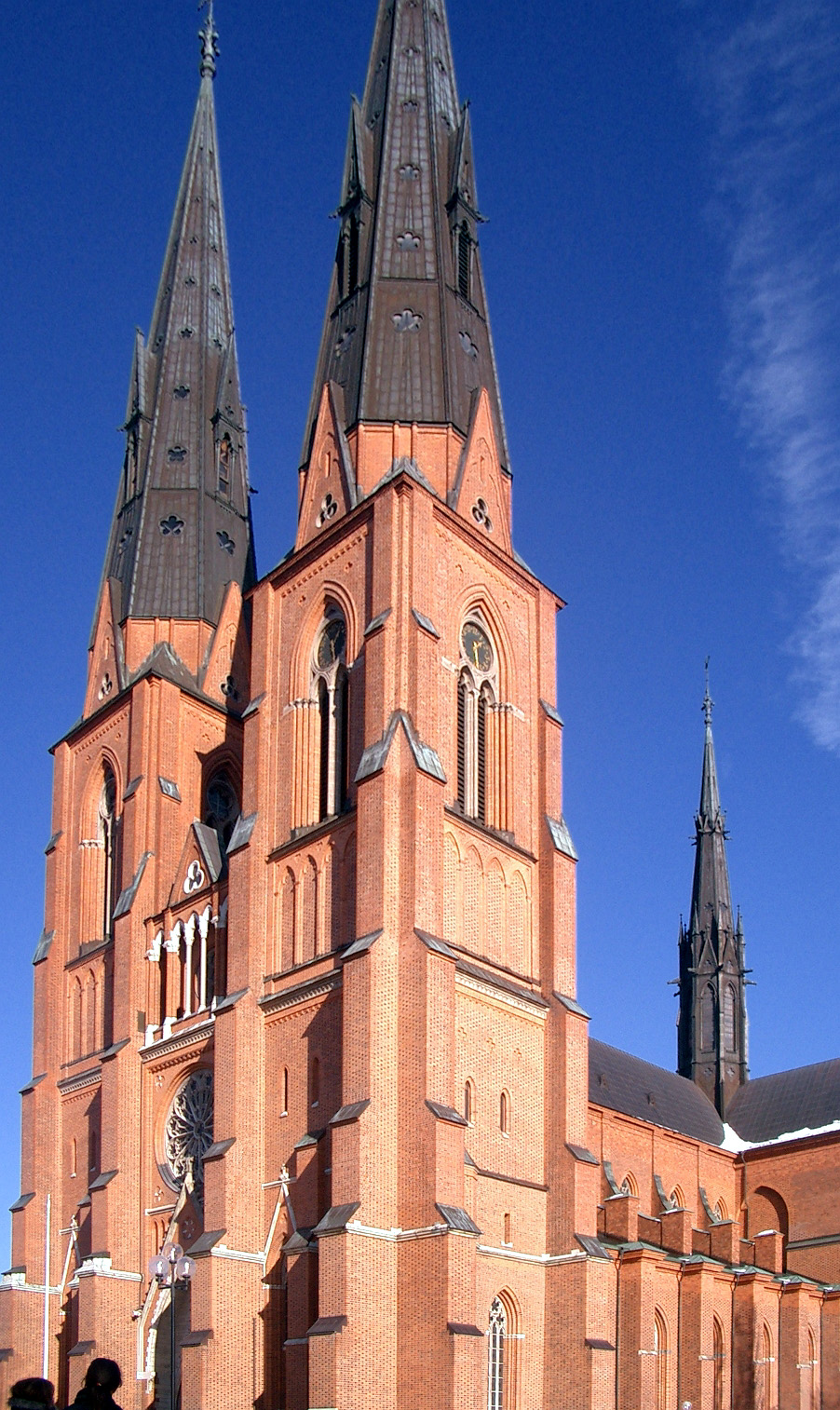
Les deux tours de la cathédrale (vue no 2).
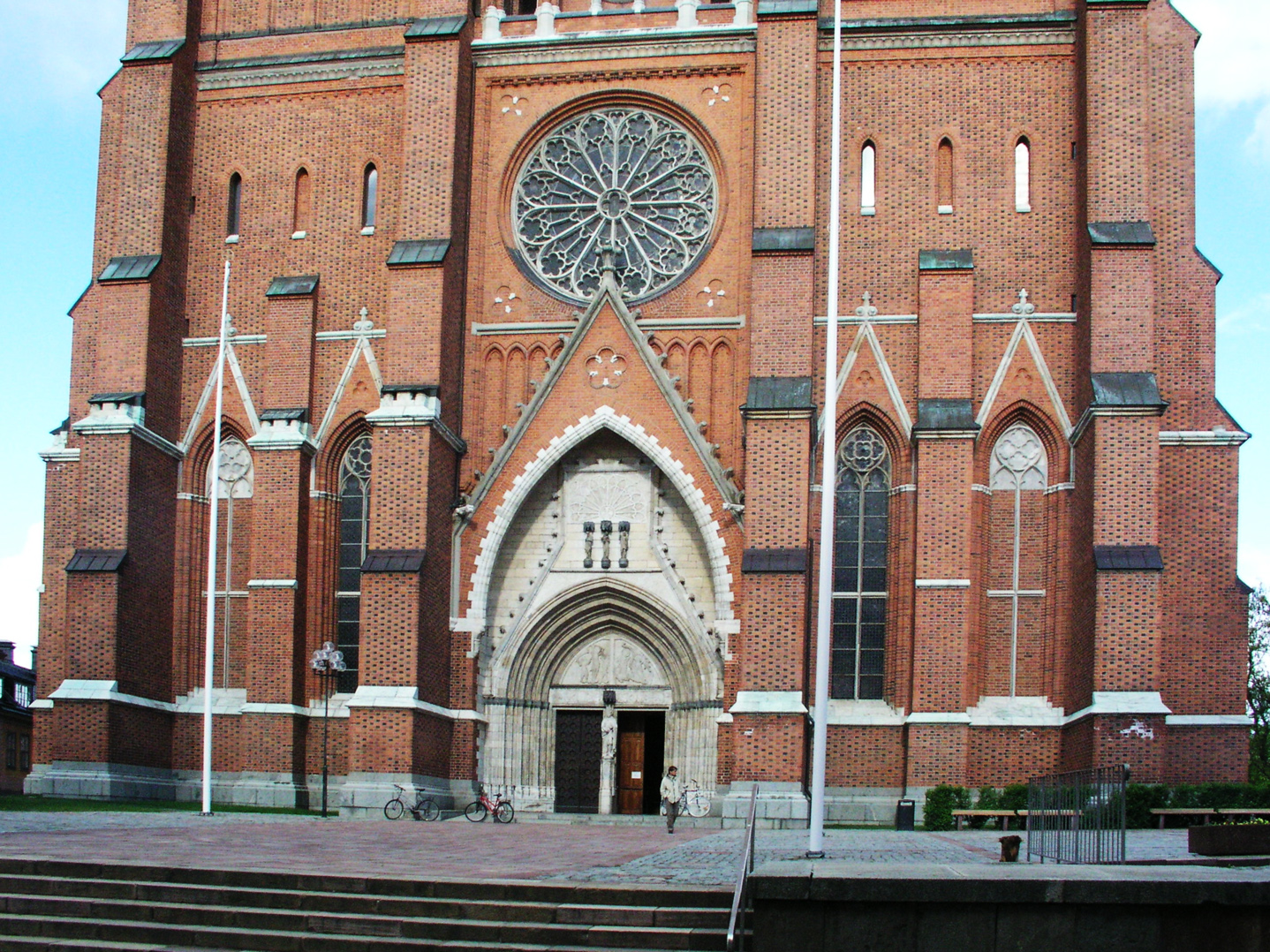
Entrée principale de la cathédrale.
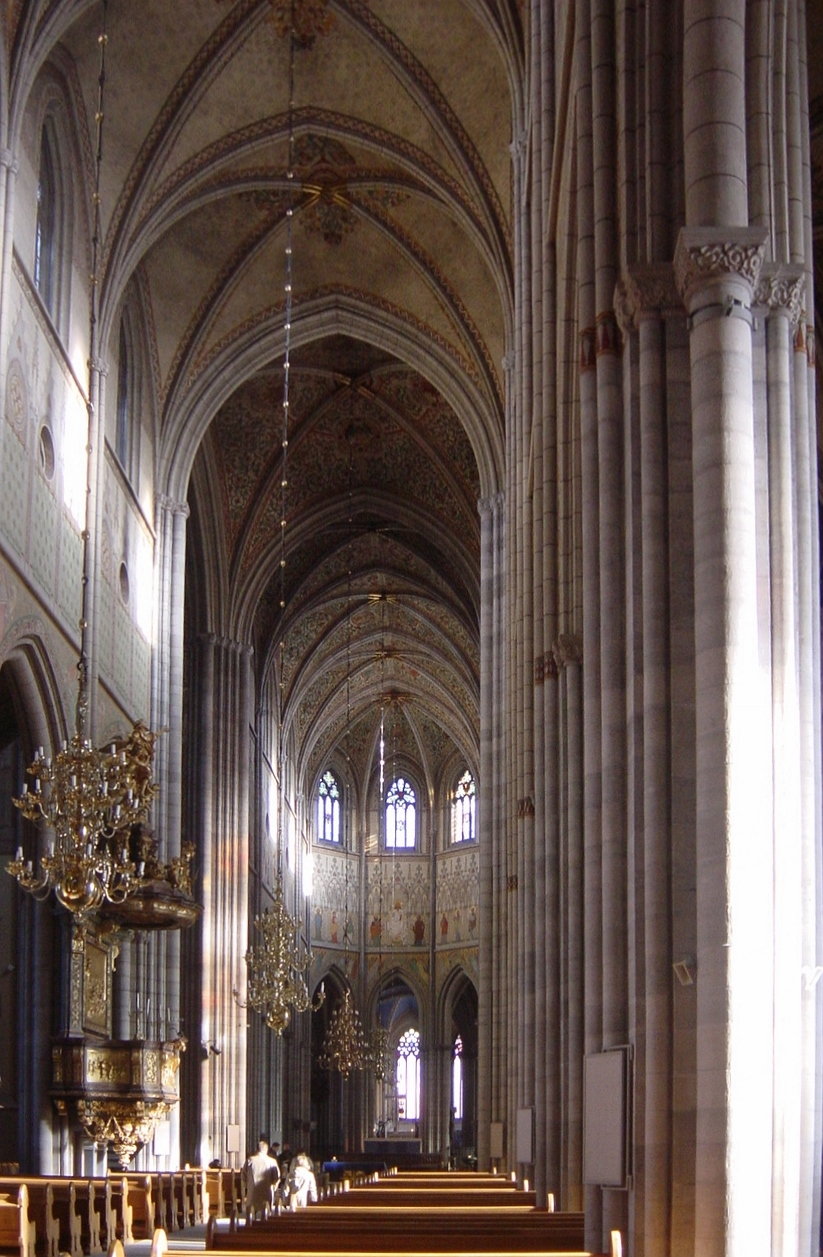
Vue intérieure de la nef no 1.
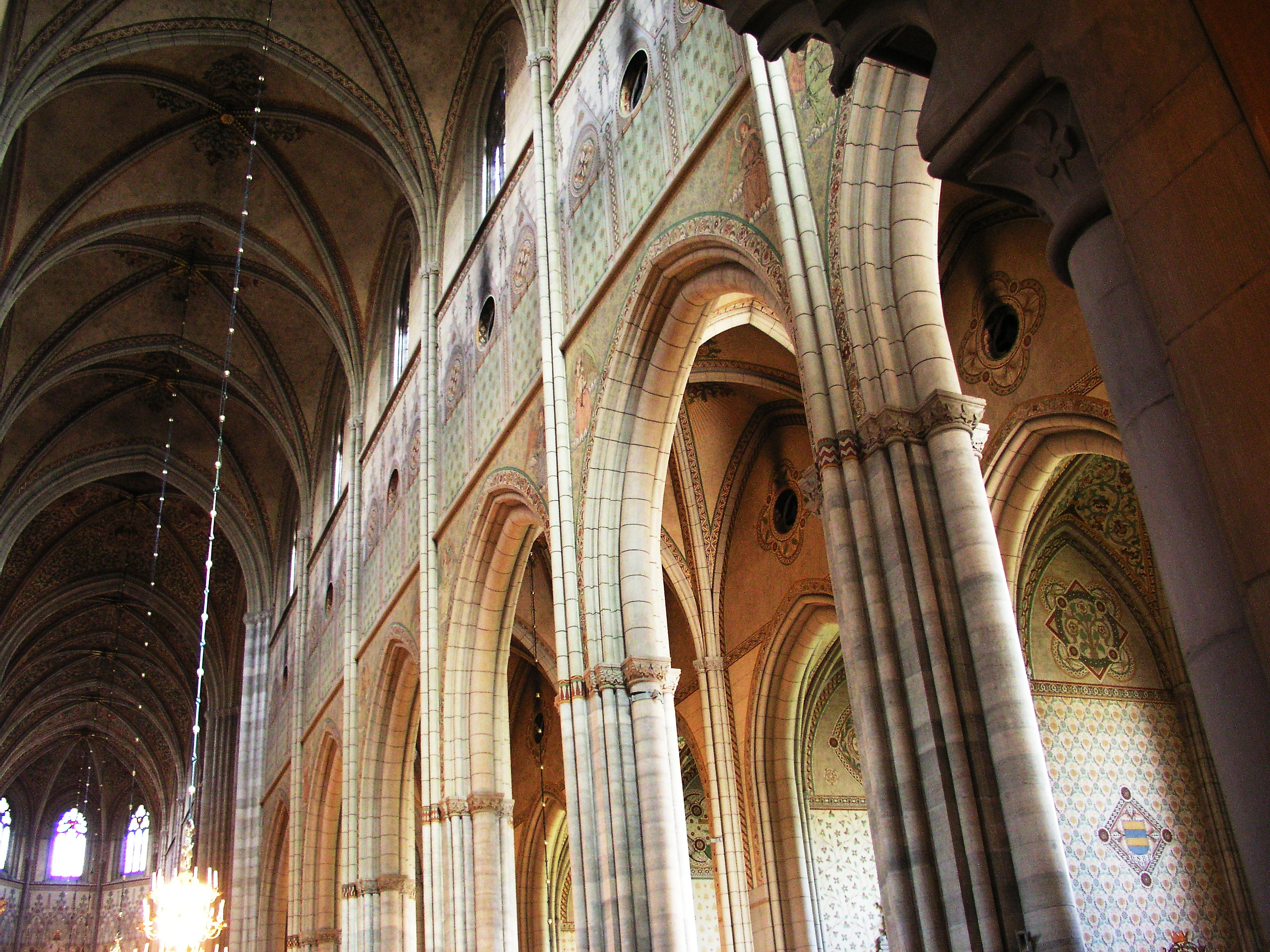
Vue intérieure de la nef no 2.
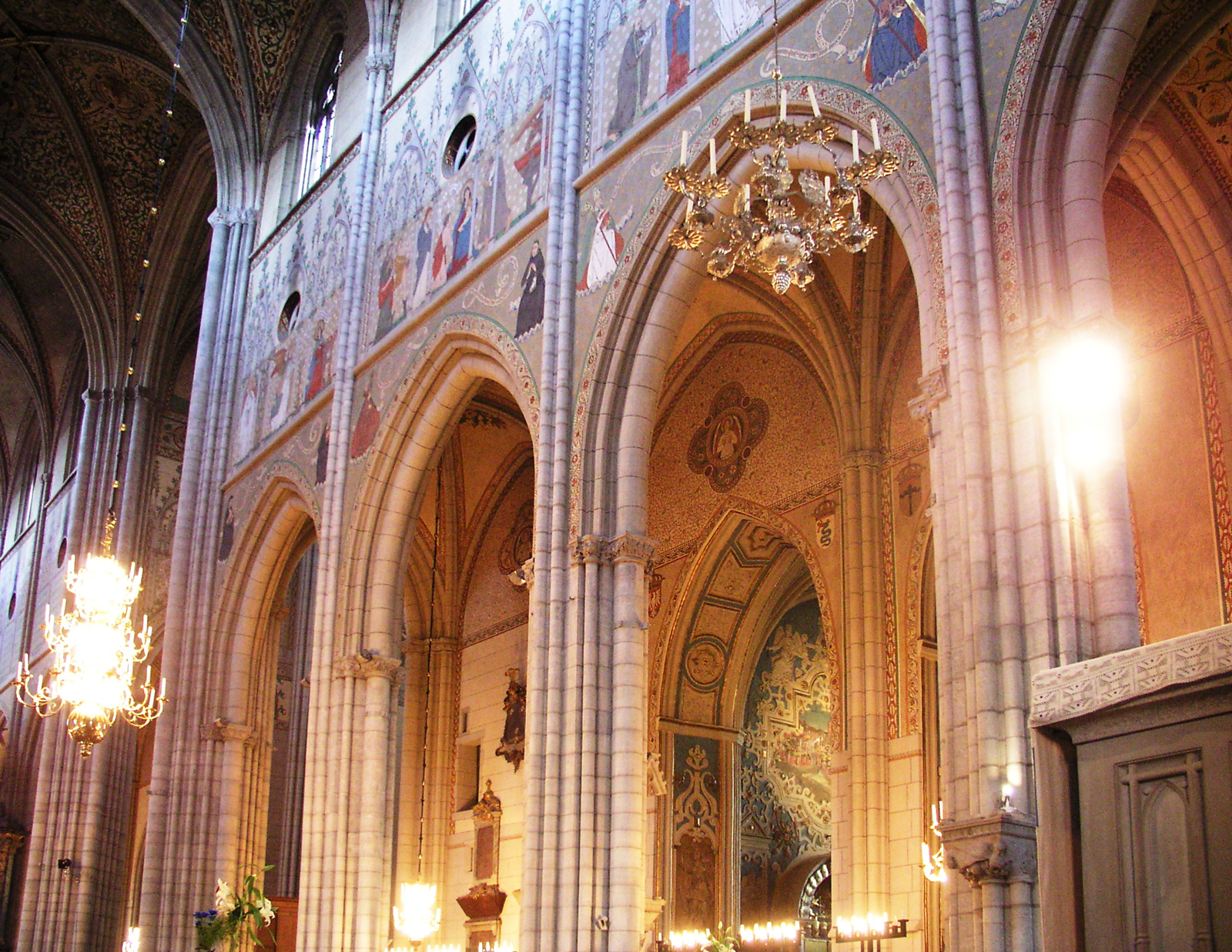
Vue intérieure de la nef no 3.
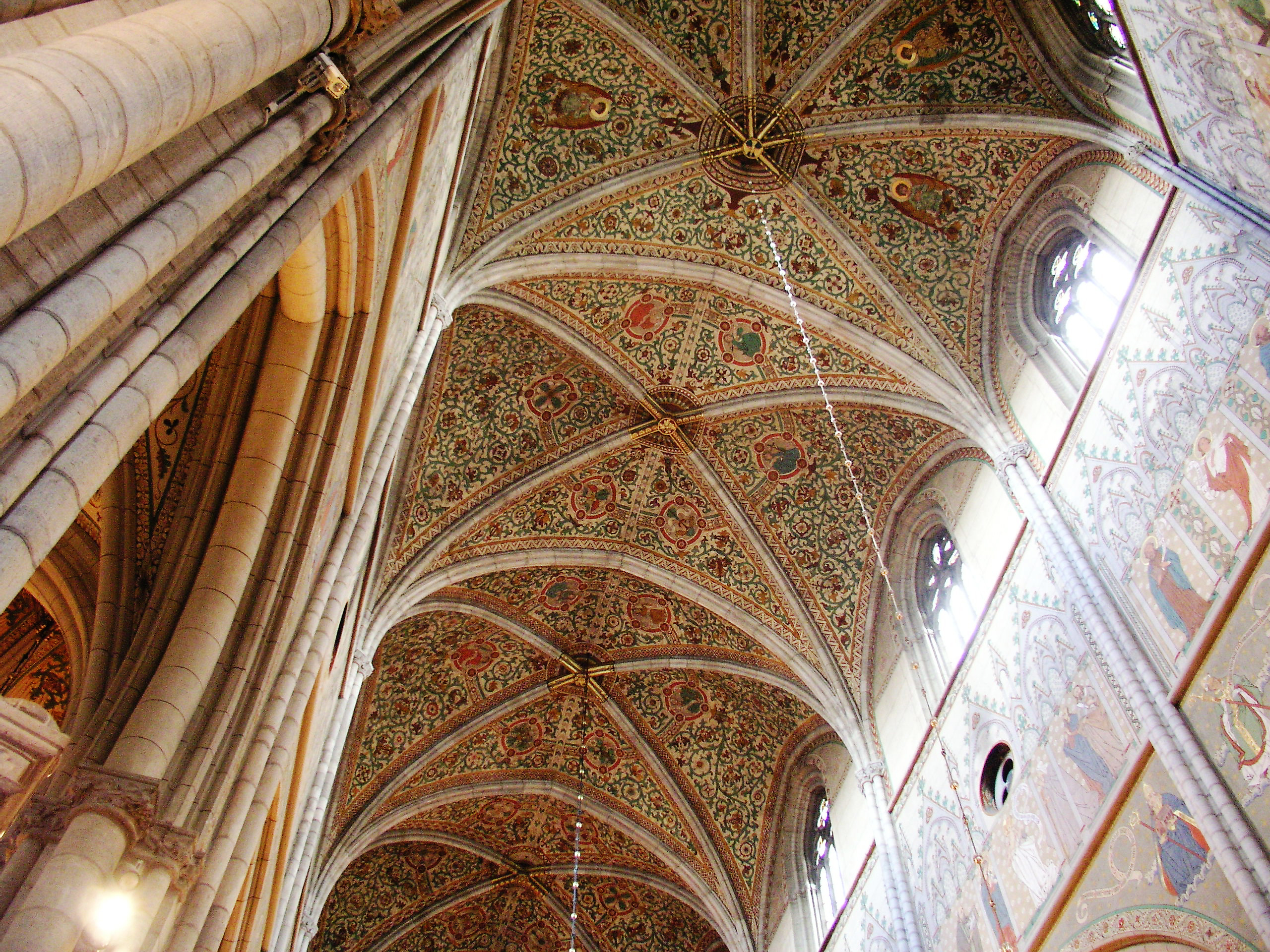
Vue intérieure des voûtes no 1.
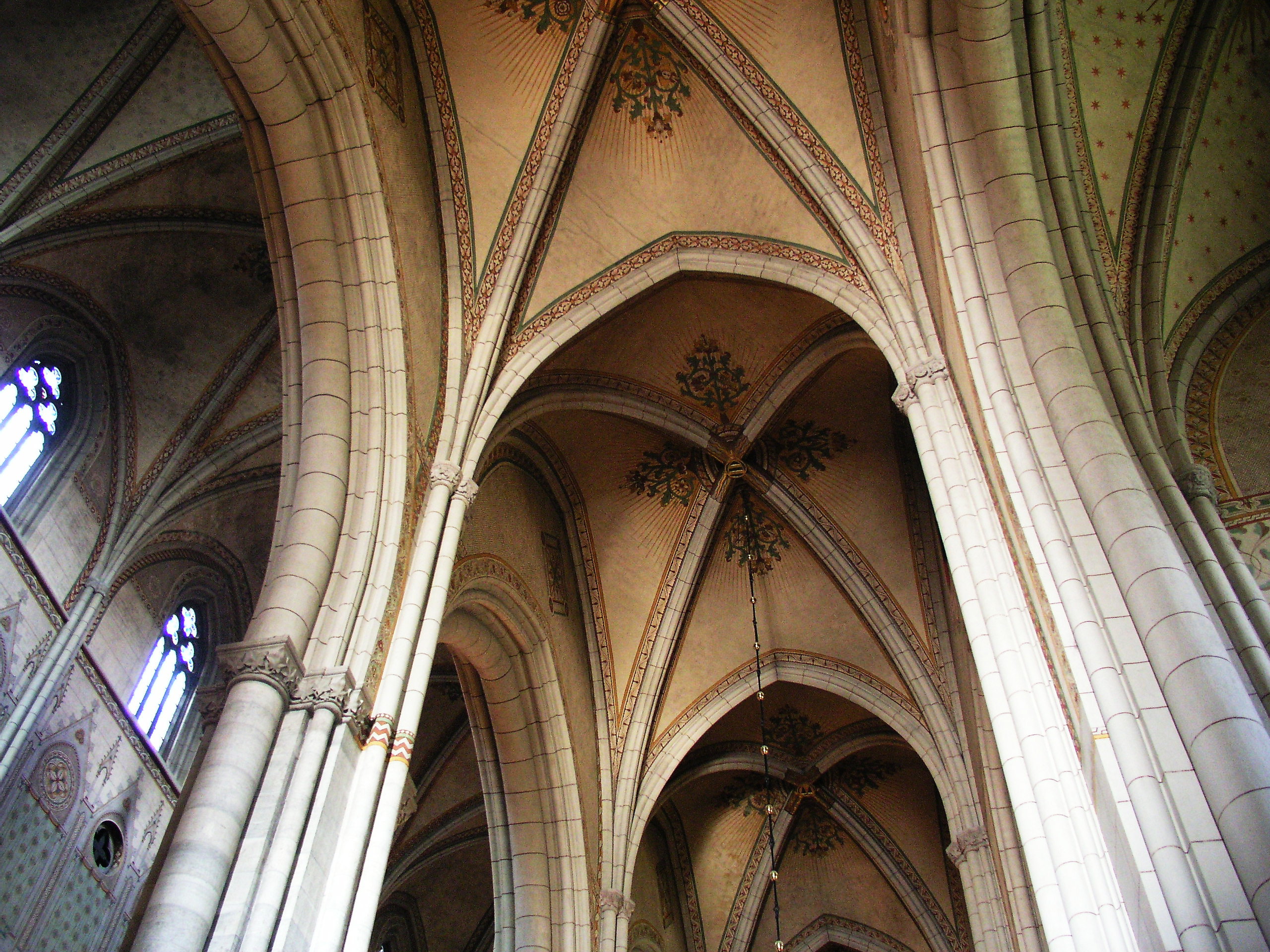
Vue intérieure des voûtes no 2.
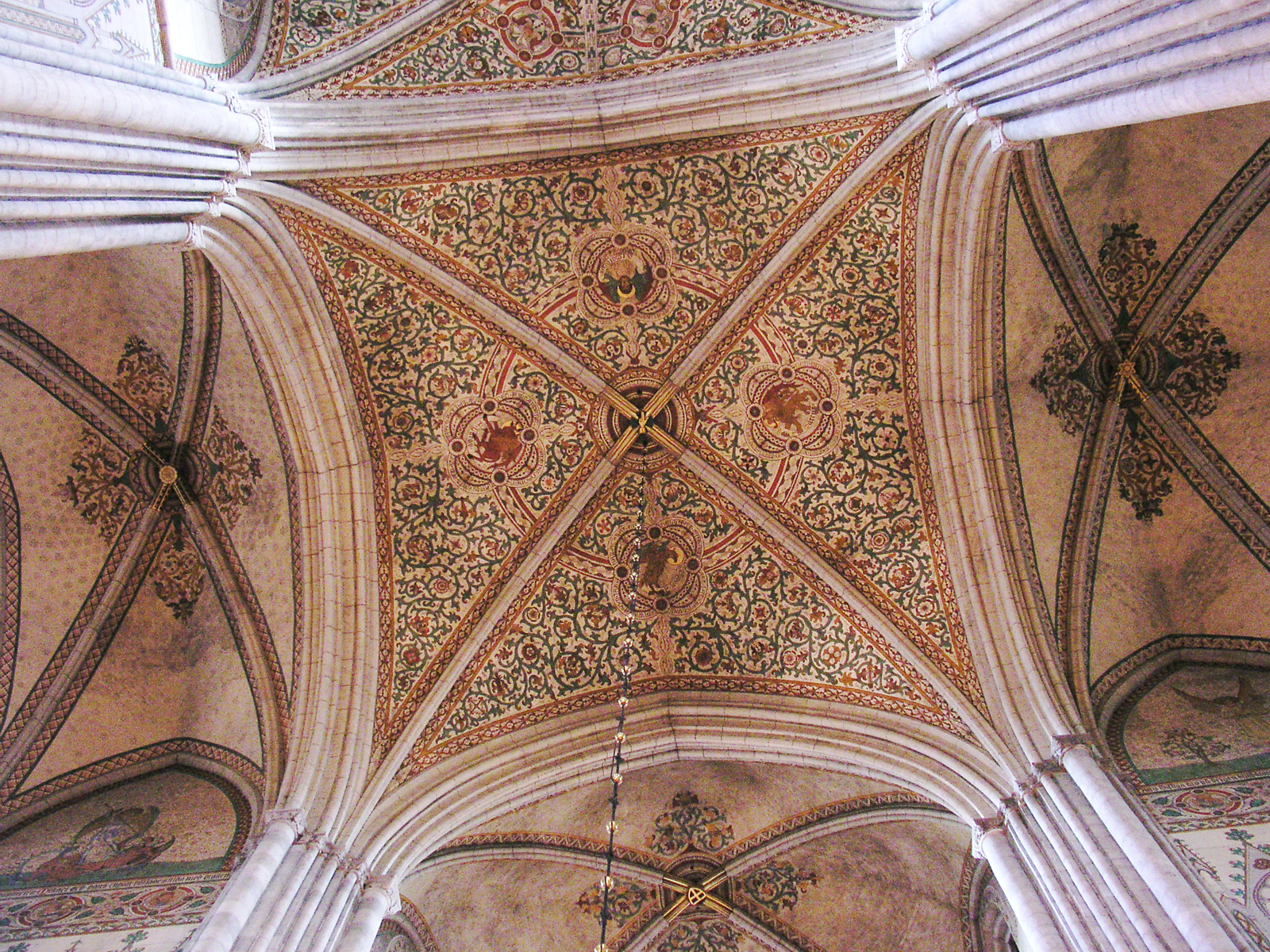
Vue intérieure des voûtes no 3.
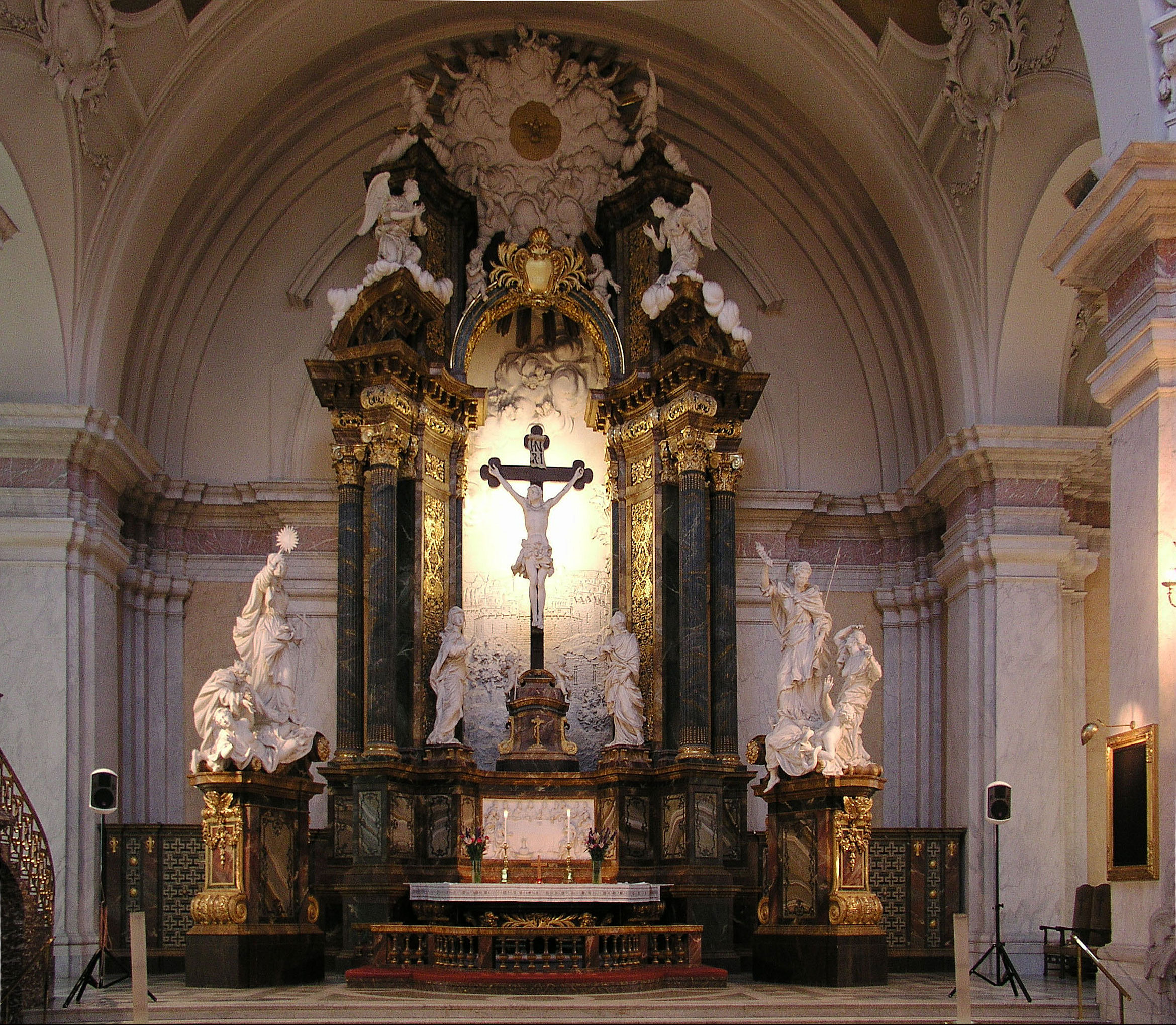
Autel de la cathédrale.
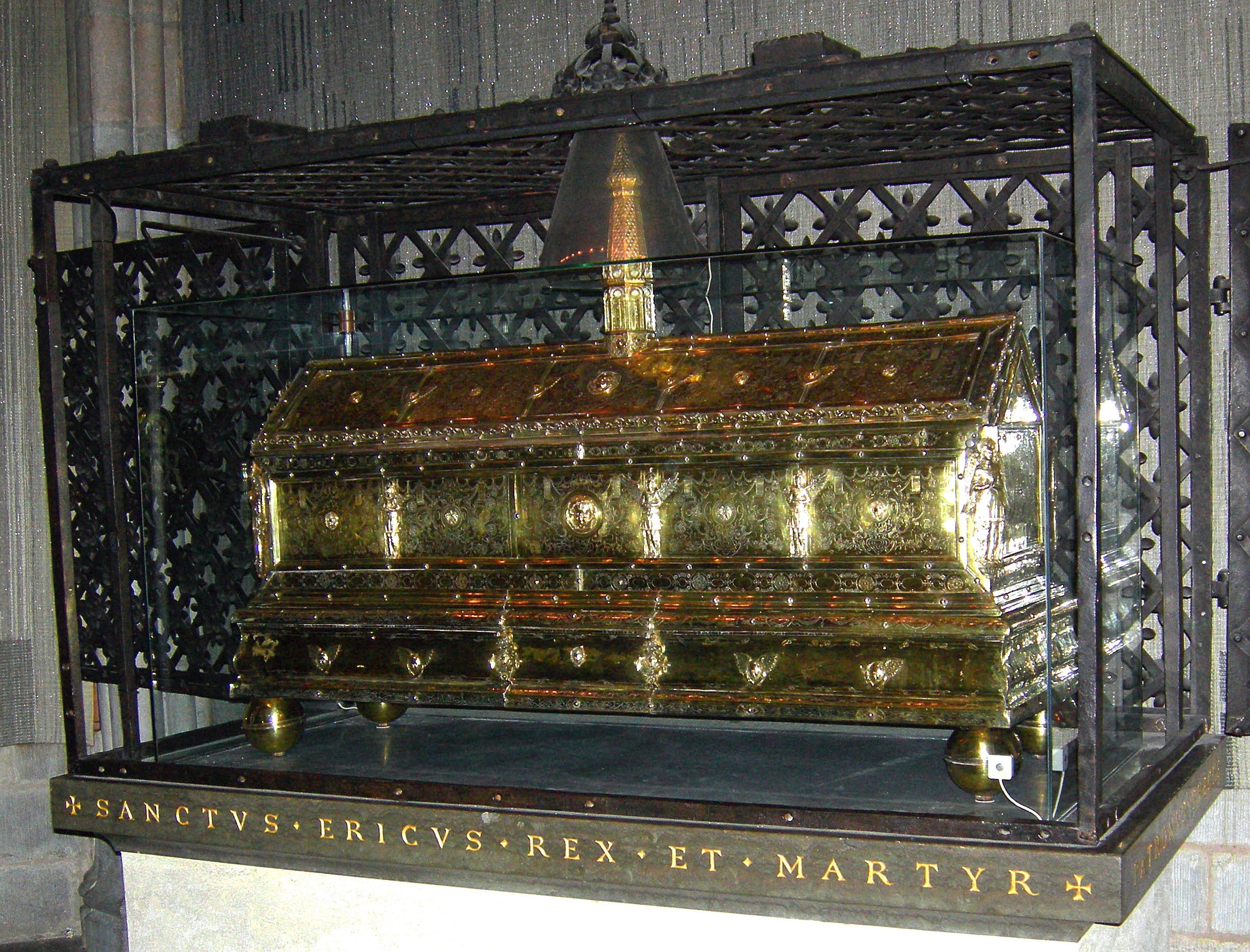
Chasse de Éric le Saint.
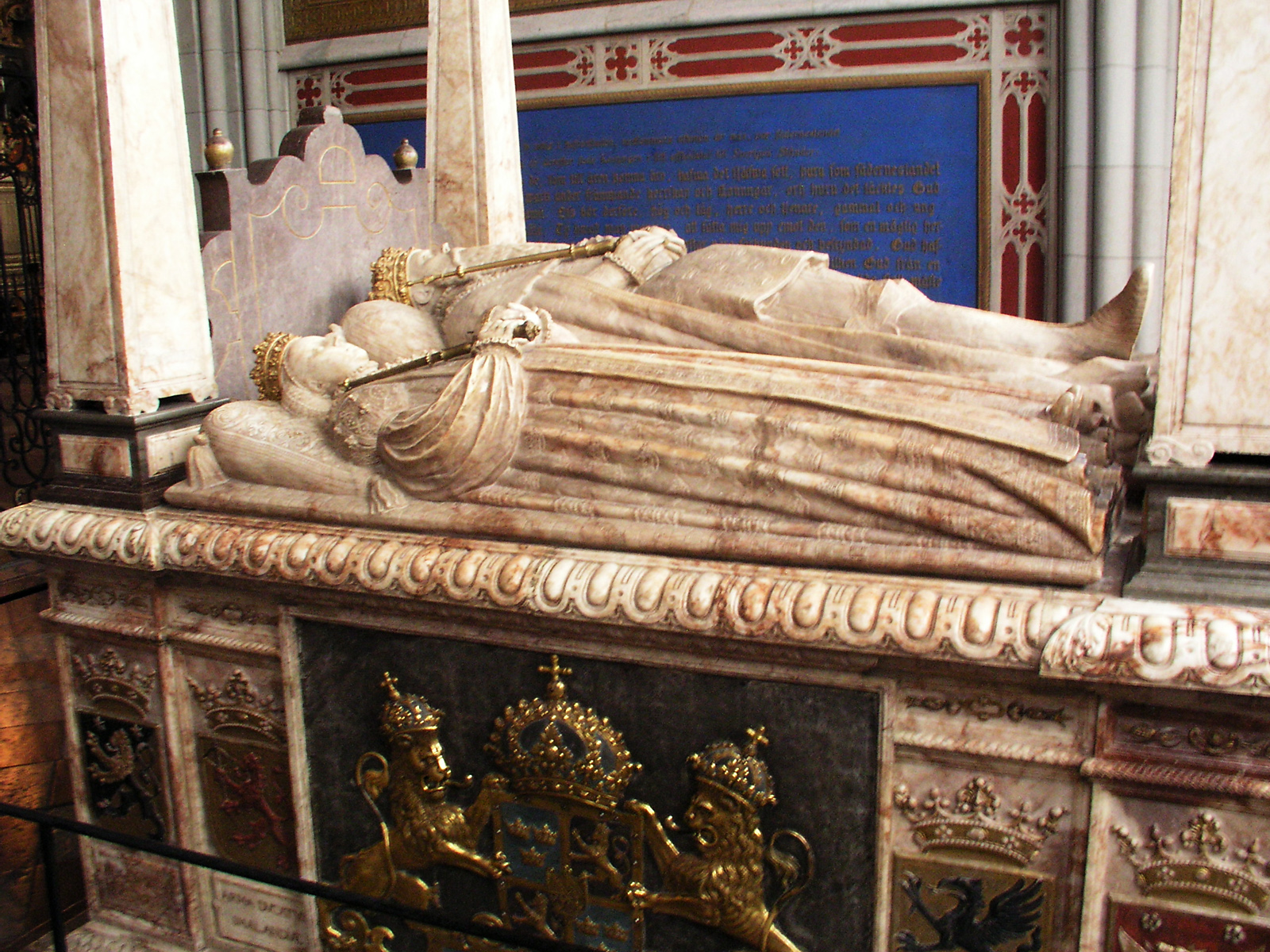
Tombeau de Gustave Ier Vasa et de ses deux premières épouses Catherine de Saxe-Lauenbourg et Marguerite Lejonhufvud.
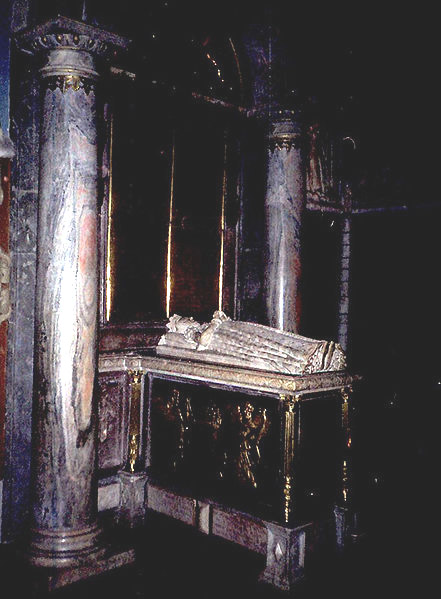
Tombeau de Catherine Jagellon, par Hans Fleming.
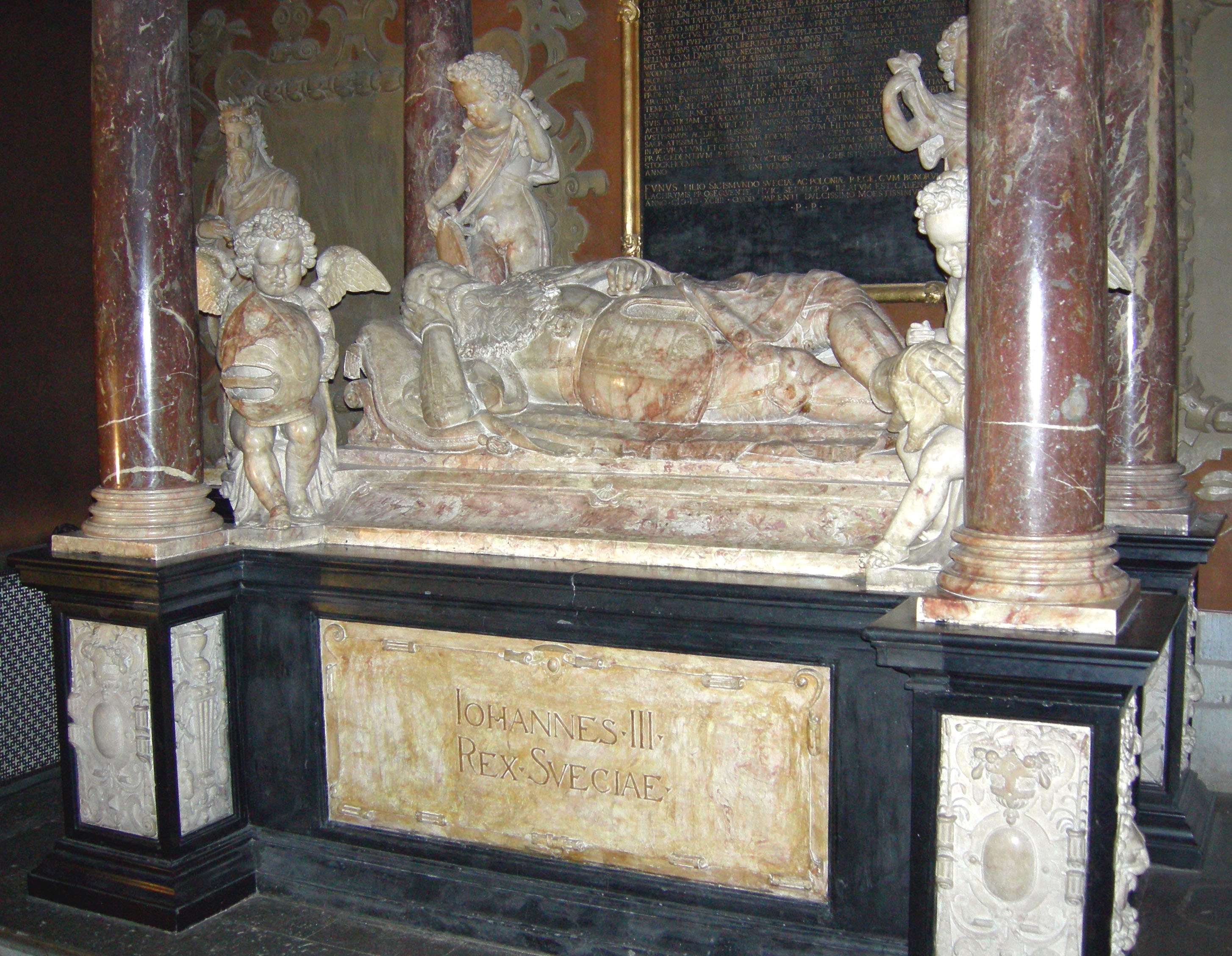
Tombeau de Jean III.
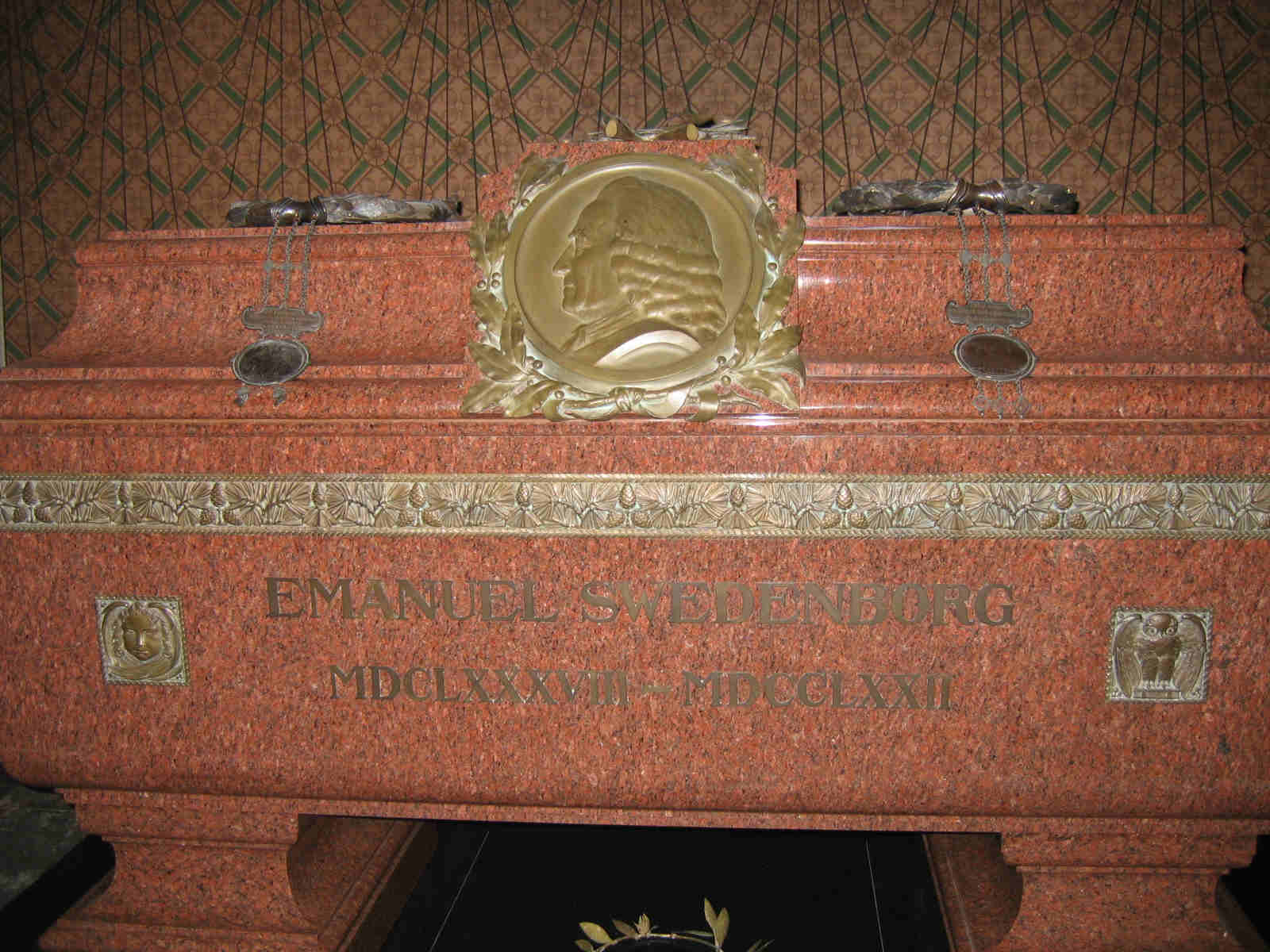
Tombeau d'Emanuel Swedenborg.
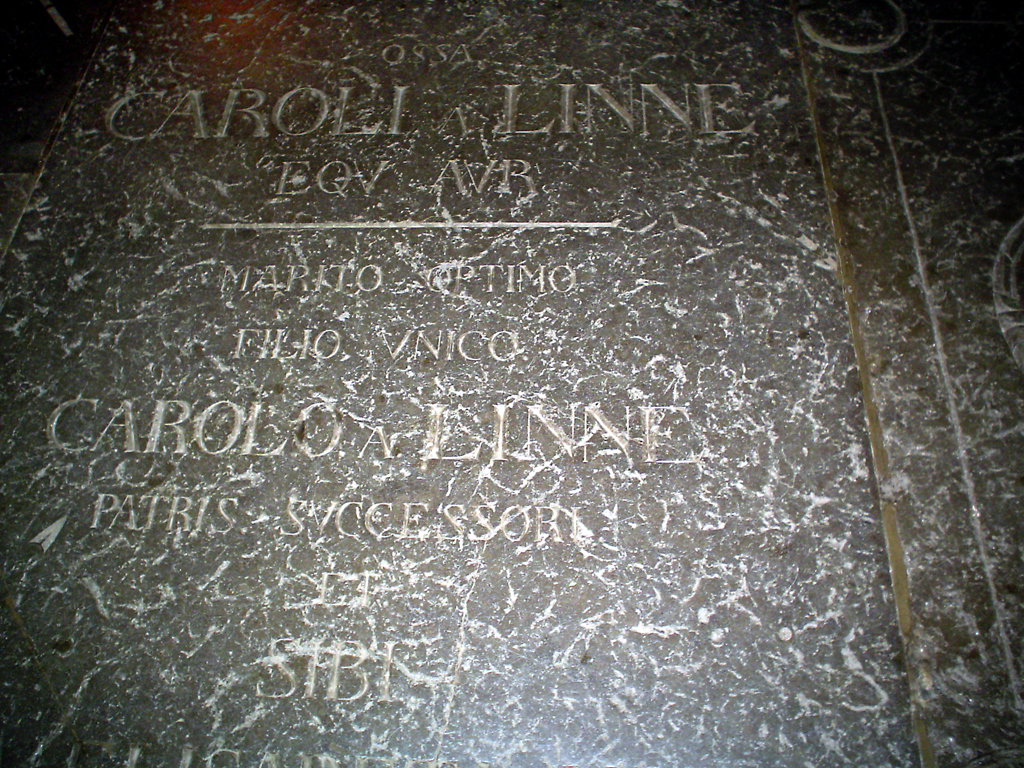
Pierre tombale de Linné père et fils.